# Lom Mušlovka
Lom Mušlovka je významná geologická a paleontologická pražská lokalita známá výskytem zkamenělin (hlavonožci s kuželovitými schránkami, ramenonožci, mlži, graptoliti, trilobiti a lilijice), stěny lomu odkrývají průřez geologickými vrstvami vápence svrchního siluru (prvohory), lokalita slouží jako mezinárodní opěrný stratotyp pro hranici nejvyšších silurských oddělení ludlow a přídolí. Tento stěnový vápencový lom v Dalejském údolí, opuštěný po roce 1918, je součástí národní přírodní památky Dalejský profil (vyhlášena v roce 1982).
Lokalita se nachází při turistické cestě (6. zastavení naučné stezky Údolím Dalejského potoka), asi 1,5 km vzdušnou čarou od náměstí v Řeporyjích východním směrem (k Holyni), a to na samém konci Mládkovy ulice, v blízkosti bývalé vápenky Biskup, Kvis a Kotrba (cca 100 metrů od ní na východ).
Jméno lomu bylo odvozeno od četného výskytu fosilií tvarem podobným mušlím (jednalo se ale o mlže nebo ramenonožce).

## Podrobněji
Lom Mušlovka byl opuštěn po roce 1918. Nejspodnější vrstvy vápence jsou nejstaršího data, všechny vrstvy se tu usazovaly v průběhu asi 4 milionů let. V době vzniku lomu se v pražské pánvi nacházelo poměrně mělké, teplé a tudíž i pro rozvoj živočichů příhodné silurské moře. Byla to doba předcházející variskému ortogenezi (vrásnění) při níž byl vytvořen český masiv. Tehdy se hluboko na jižní polokouli nacházely (mezi superkontinentem Gondwana a vznikajícím prvohorním kontinentem Euramerikou) mikrokontinenty Laurentia, Baltica a Avalonia. Ty byly zality mělkým a teplým silurským mořem kypícím životem, kde vegetovalo mnoho živočichů s vápnitými schránkami. A právě tyto schránky pak sedimentovaly do silných vrstev biodetritických vápenců kopaninského souvrství. Vrstvy číslo 0 až 39 označené v lomu Mušlovka náleží ke kopaninskému souvrství. Nad těmito vrstvami se pak nacházejí vrstvy, které patří k tzv. požárskému souvrství.
V paleontologických nálezech v lomu se dochovali válcovití hlavonožci a tehdy i velice rozšíření ramenonožci. Ti byli chráněni dvojmiskovitými schránkami a podobali se mlžům. Kromě těchto dříve zmíněných druhů se v lomu Mušlovka našli ještě i graptoliti, trilobiti a lilijice. Vápence a břidlice v Mušlovce zachovaly množství mikroskopických dnes již vymřelých organismů: jsou to jednak mikrofosilie chitinozoa a pak tzv. konodonti – jakési „zoubečky“ pocházející z nějakého většího dosud ne řádně paleontologicky zařazeného organizmu.
Vrásnění geologických vrstev (při variské ortogenezi) zřetelně viditelných v lomu a jejich šikmé uklonění z původní vodorovné polohy začalo před 370 milióny let a bylo způsobeno tlakem na prehistorický mikrokontinent Peruniku. Tato byla sevřena mezi Afrikou a skandinávskou částí evropského kontinentu a tento kontinentální tlak neustal prakticky do dnešních dob. Během vrásnění byl český masív, jakožto geologická jednotka, stmelen z několika menších částí. Sedimentované vrstvy v některých částech českého masivu (včetně oblasti Barrandienu, jehož je lom Mušlovka součástí) byly zvrásněny, zprohýbány a ukloněny do současné polohy. Silurské moře, zalévající pražskou pánev, ustoupilo. Na jeho dně pak zůstaly vyvrásněné usazeniny v tloušťkách až několik kilometrů.
Na druhé straně údolí Dalejského potoka byl v lomech Požáry u Řeporyj stanoven (rozhodnutím Mezinárodního geologického kongresu v Moskvě v roce 1984) mezinárodní standard – stratotyp pro silurská oddělení (série) ludlow – přídolí (419 milionů let). V Mušlovce byla odkryta obdobná hranice mezi sériemi ludlow a přídolí a lomový profil v Mušlovce se tak stal opěrným profilem pro „požárský standard“. 

## Části Mušlovky

### Arethusinová rokle
Arethusinová rokle se nachází v postranní části lomu Mušlovka. Rokle byla pojmenovaná českým geologem, paleontologem a amatérským archeologem Janem Nepomukem Woldřichem (1834–1906) dle trilobita Aulacopleura – Arethusina. V rokli vystupují příkrovy podmořských vulkanitů (diabasů). Mezi vyvřelinami je mocná vrstva tufitických břidlic, jejichž stratigrafické zařazení ke svrchní části liteňského souvrství dokládají trilobit Aulacopleura konincki a vůdčí graptolit Testograptus testis.

### Cromusová stráň
Mezi roklí a samotnou lomovou stěnou Mušlovky je v severozápadně orientovaném svahu lokalita nazývaná Cromusová stráň, jež je známá nálezy trilobitů rodu Cromus. Zdejší horniny náležejí stářím ke spodní části kopaninského souvrství.

### Lomová stěna Mušlovky
Další vrstevní sled hornin pokračuje už přímo v lomové stěně Mušlovky. Začíná krinoidovými, brachiopodovými a cefalopodovými vápenci vyšší části kopaninského souvrství (silur, ludlow), závěr kopaninského souvrství tvoří tenčeji vrstevnaté šedé vápence v jihovýchodní části lomu. Nejmladší sedimenty Mušlovky na vrcholu jihovýchodní stěny jsou tmavší tence vrstevnaté vápence s vložkami břidlic. Dle nálezů graptolitů Monograptus ultimus a Monograptus parultimus náležejí ke spodní části přídolského souvrství.

## Význam lokality
Lom Mušlovka je významný geologický studijní profil, který má nejen geovědně historický význam, ale i význam regionálně–geologický a to zejména svým použitím pro účely mapování a zároveň slouží coby turistická geologická zajímavost (geotyp). Názorným způsobem se zde demonstrují těžební činností odkryté sedimentární vápence, paleontologické nálezy a význam stratigrafie (paleozoikum - silur - přídolí). Z pohledu regionálního začlenění je lom Mušlovka zařazen následovně: Český masiv - krystalinikum a prevariské paleozoikum - středočeská oblast (bohemikum) - Barrandien - paleozoikum Barrandienu - pražská pánev.

## Důvody ochrany lokality
Tato lokalita je vyhlášena jako geologická a požívá stupně ochrany NPP (národní přírodní památka). Jedná se o stratigraficky významný odkryv (v dobrém stavu) silurem s bohatými trilobitovými, hlavonožcovými a jinými faunami v oblasti tzv. Řeporyjského vulkanického centra. Jsou zde zachovány významné odkryvy vrstev v intervalu ludlow - přídolí a lokalita je též součástí geoparku Barrandien.

## Galerie

Ilustrační obrázky zkamenělin
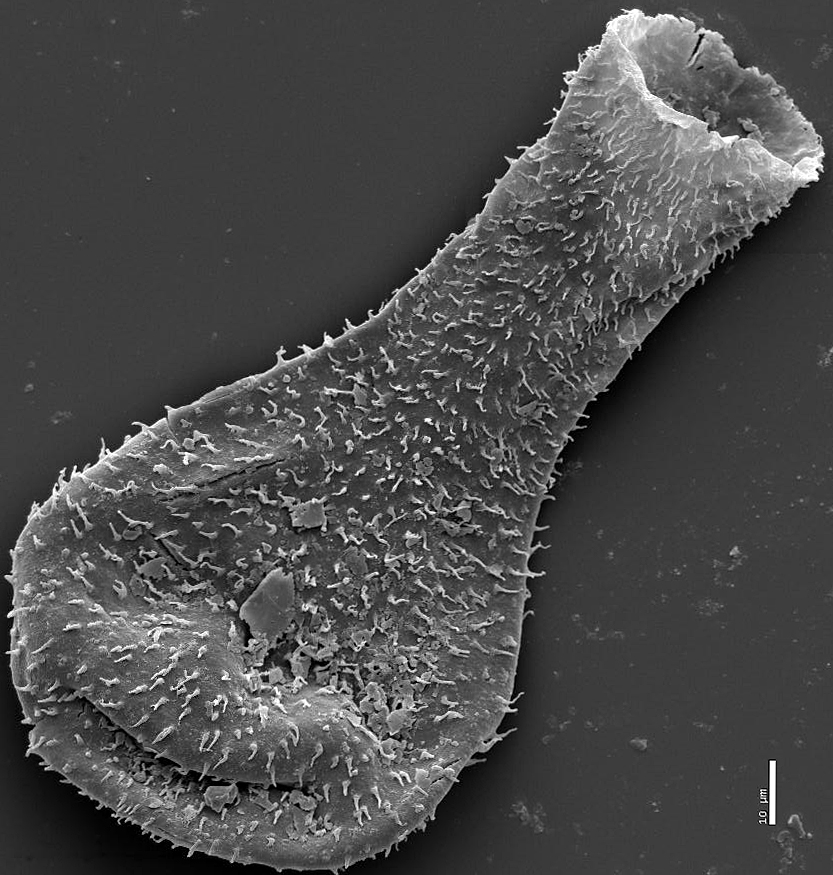
Silurští chitinozoa
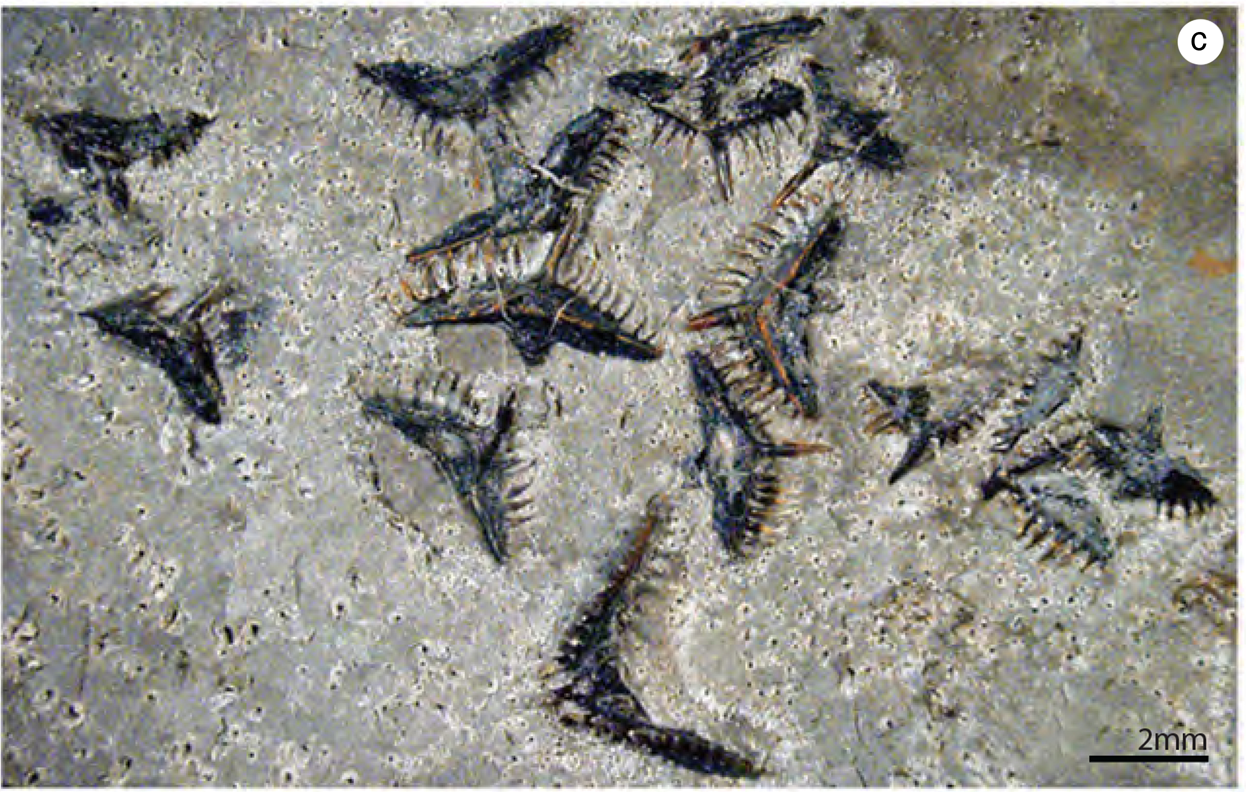
Prvohorní konodonti
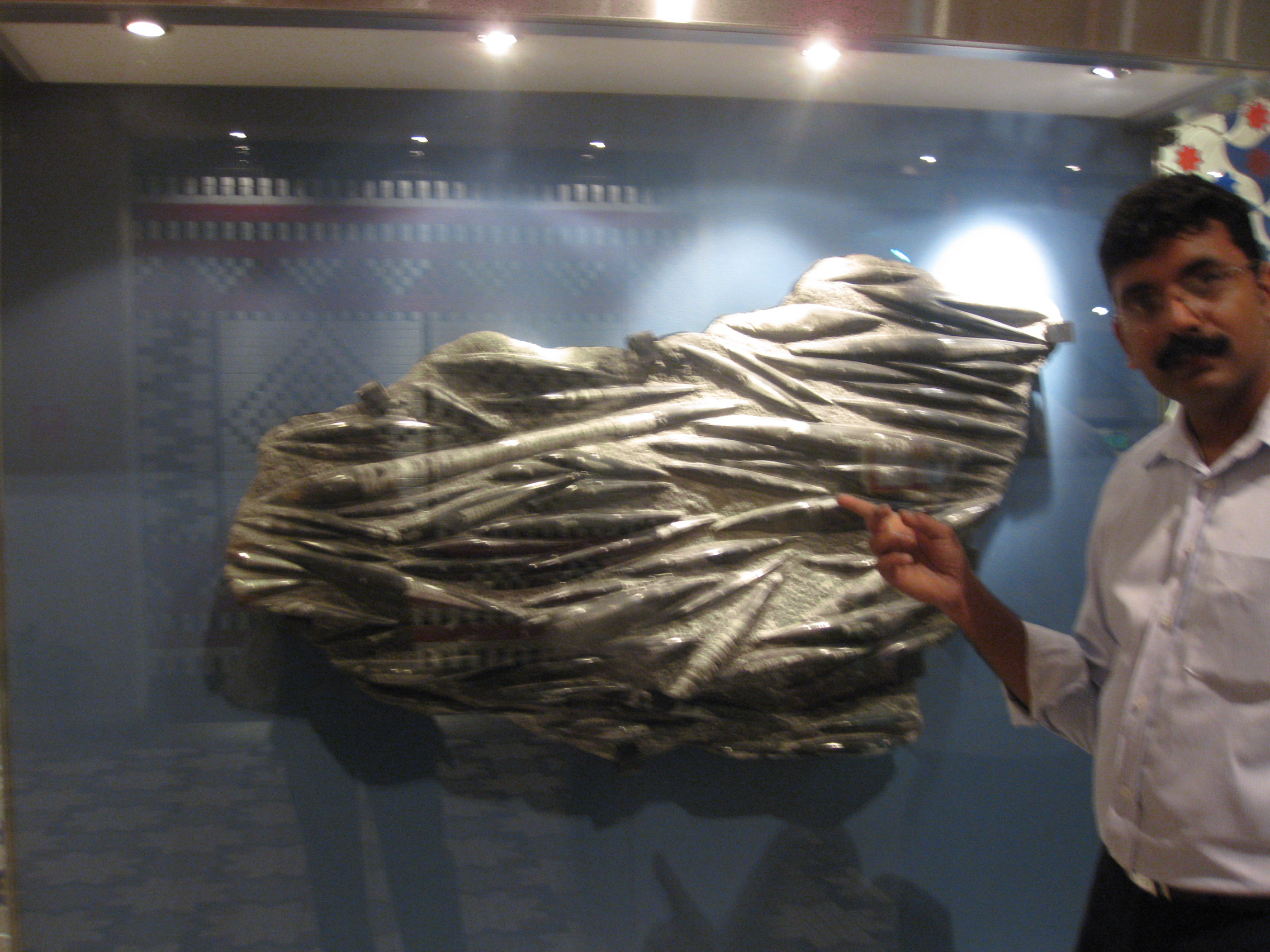
Fosilní hlavonožci
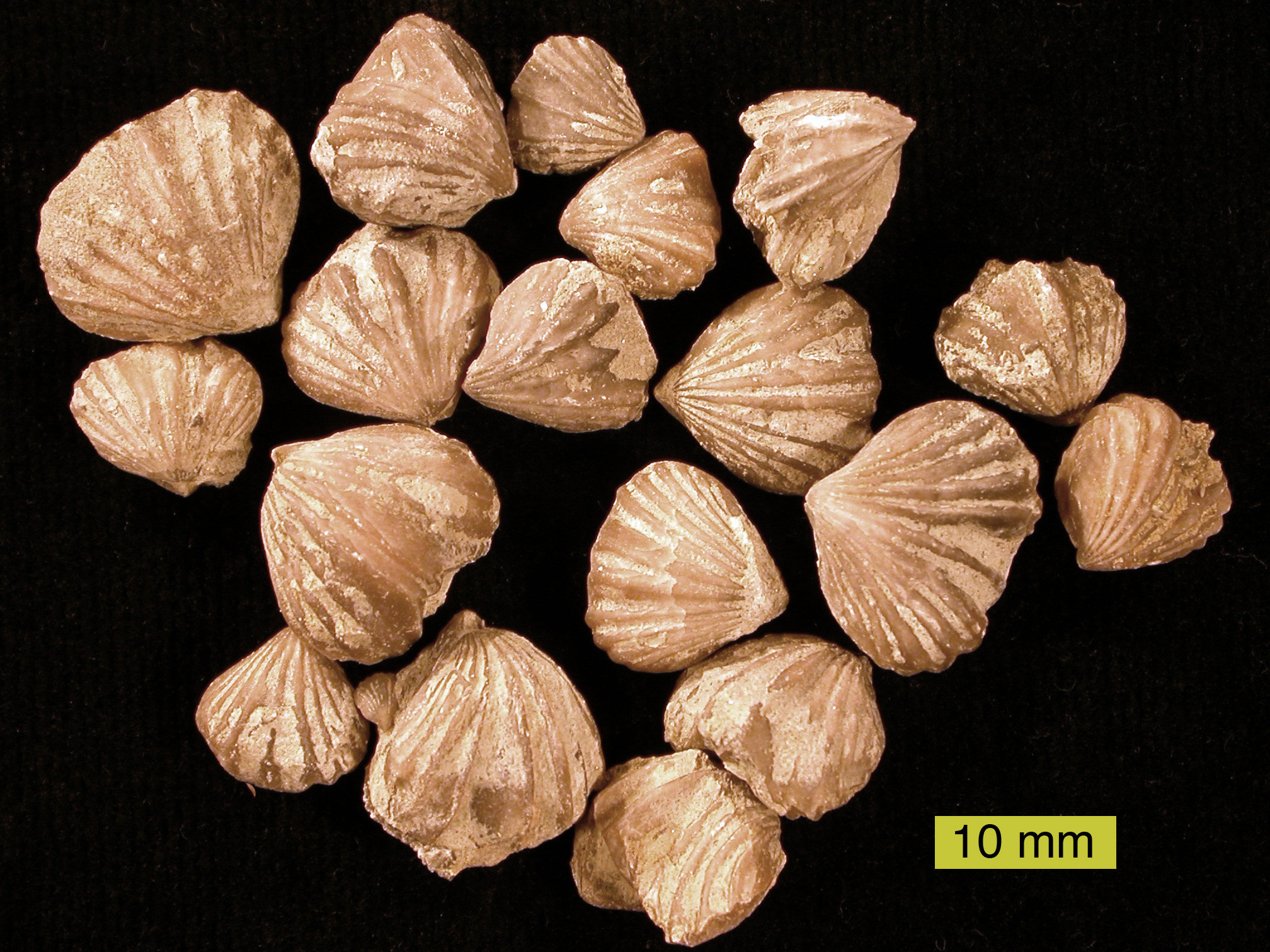
Fosilní ramenonožci
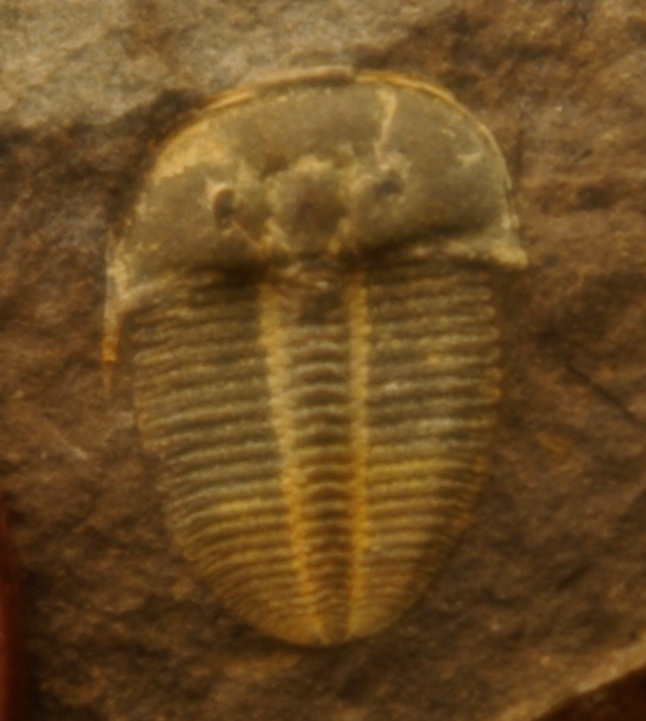
Trilobit Aulacopleura konicki (Joachim Barrande, 1846)
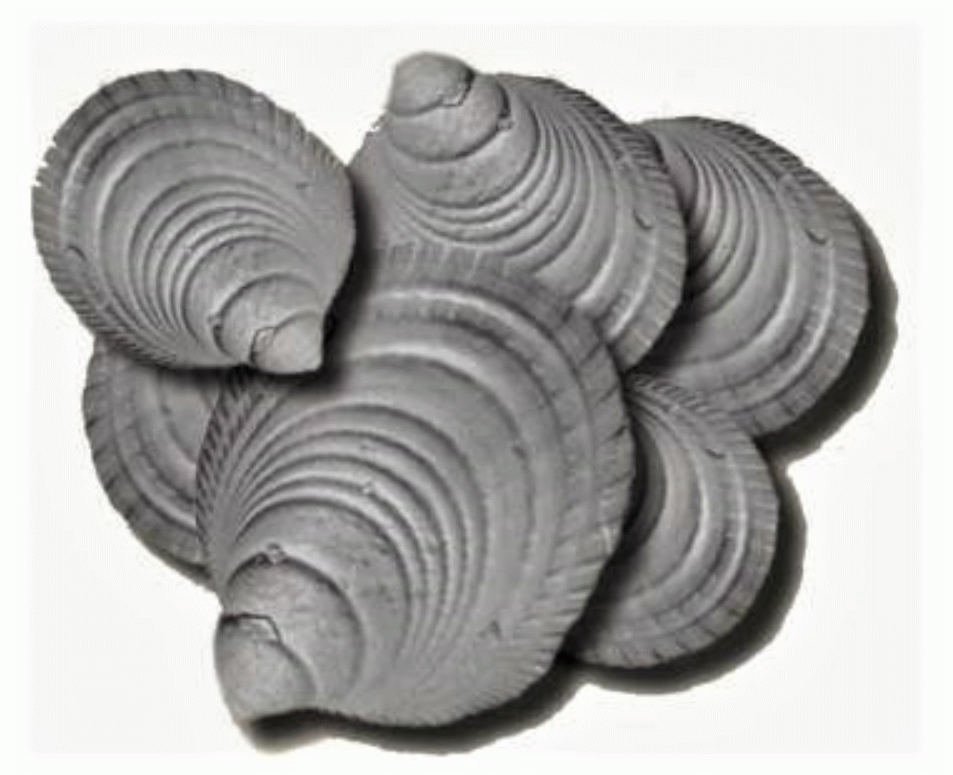
Fosilní mlži Cardiola consanguis (Joachim Barrande, 1881) se srdcovitými schránkami ve tvaru „mušlí“ daly lomu jméno „Mušlovka“

## Flora a fauna
Přirozené a dávnou těžbou vápence neporušené svahy Dalejského údolí hostí bohatou teplomilnou vegetaci a drobnou zvířenu. V minulosti narušené svahy a místa výsypek ze zaniklých lomů byly ponechány vlastnímu vývoji a působení přírody. Na vhodná místa v lomech a do ostatních vytěžených prostor se rozšířily nejprve rostliny. Za nimi se do rostlinného krytu přesunuli i živočichové a přizpůsobili se podmínkám života v „divočinách lomů“. Tyto procesy se nevyhnuly ani Mušlovce.

### Invazivní rostliny
Kamenná suť zarůstá plevelem a invazivními rostlinami (kopřiva dvoudomá (Urtica dioica); zlatobýl kanadský (Solidago canadensis); ovsík vyvýšený (Arrhenatherum elaticus); merlík smrdutý (Chenopodium vulvaria) apod.), které svými kořeny a odumřelými částmi rostlin vytváří novou půdu příliš bohatou na dusíkaté látky, jež neprospívají růstu původního stepního biotopu. Obdobný proces probíhá i na bývalých lomových stěnách, kde rostou náletové dřeviny (plané jabloně; plané švestky; husté trnky).

Invazivní rostliny (ilustrační fotografie)
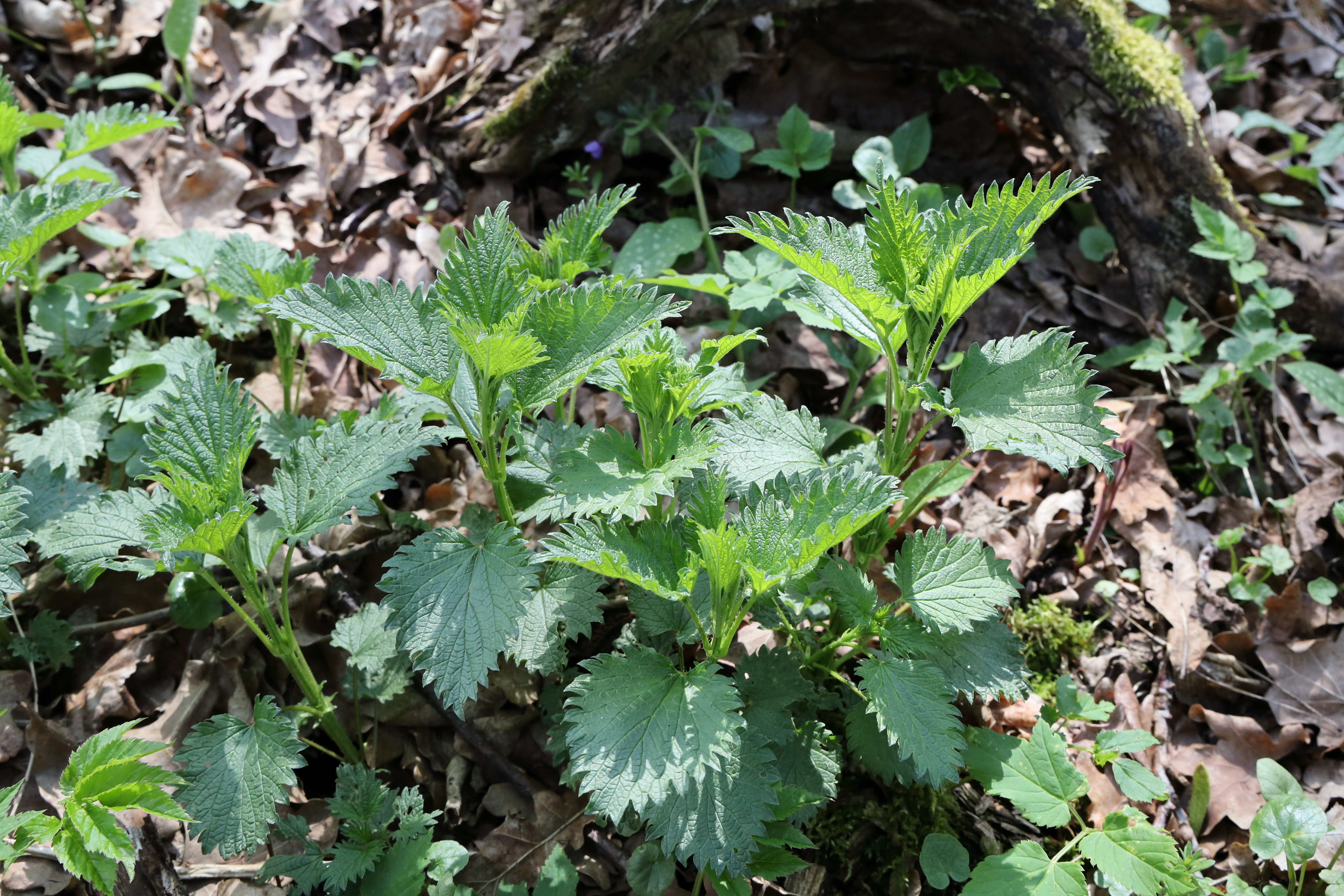
kopřiva dvoudomá (Urtica dioica)
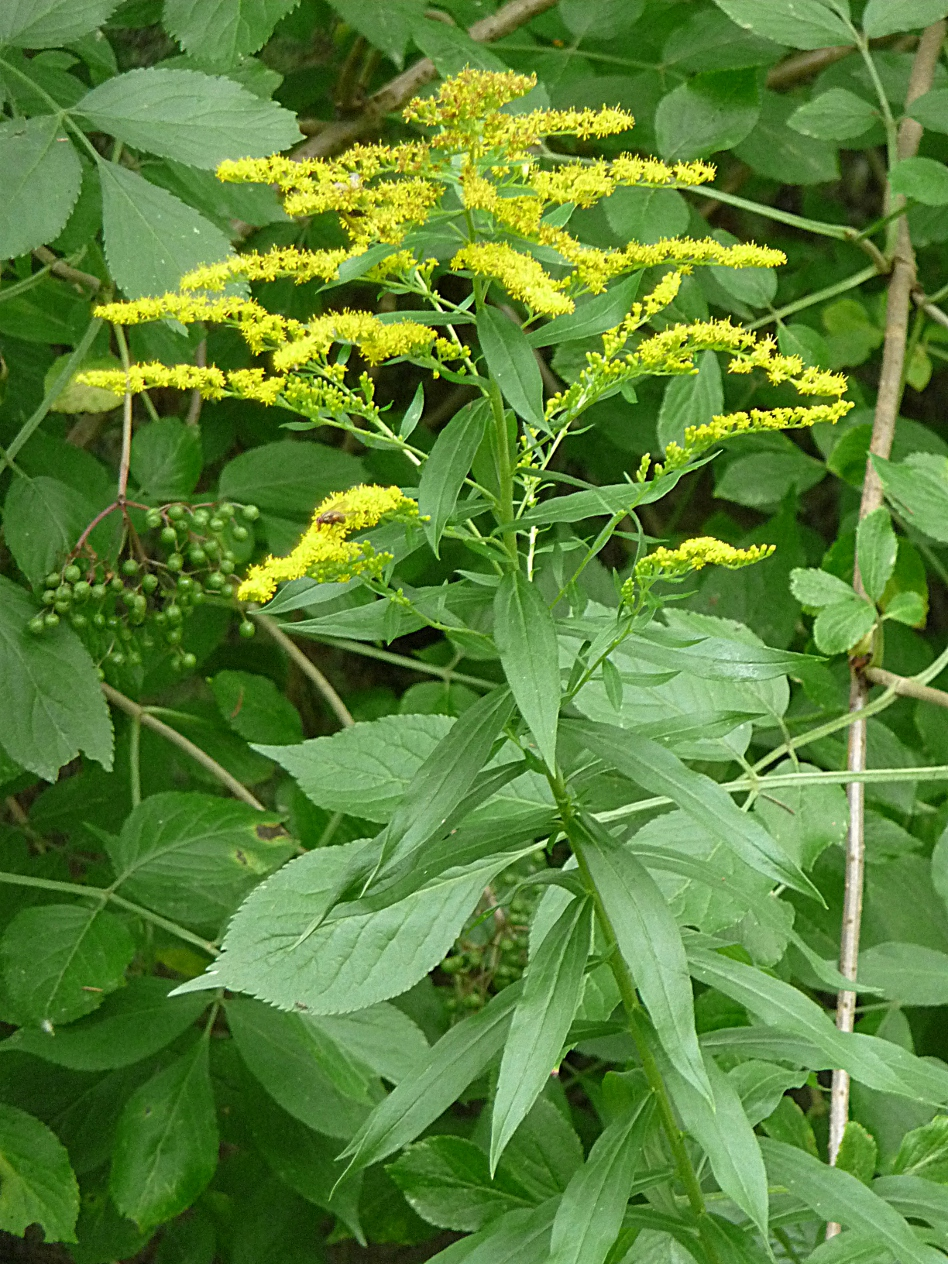
zlatobýl kanadský (Solidago canadensis)
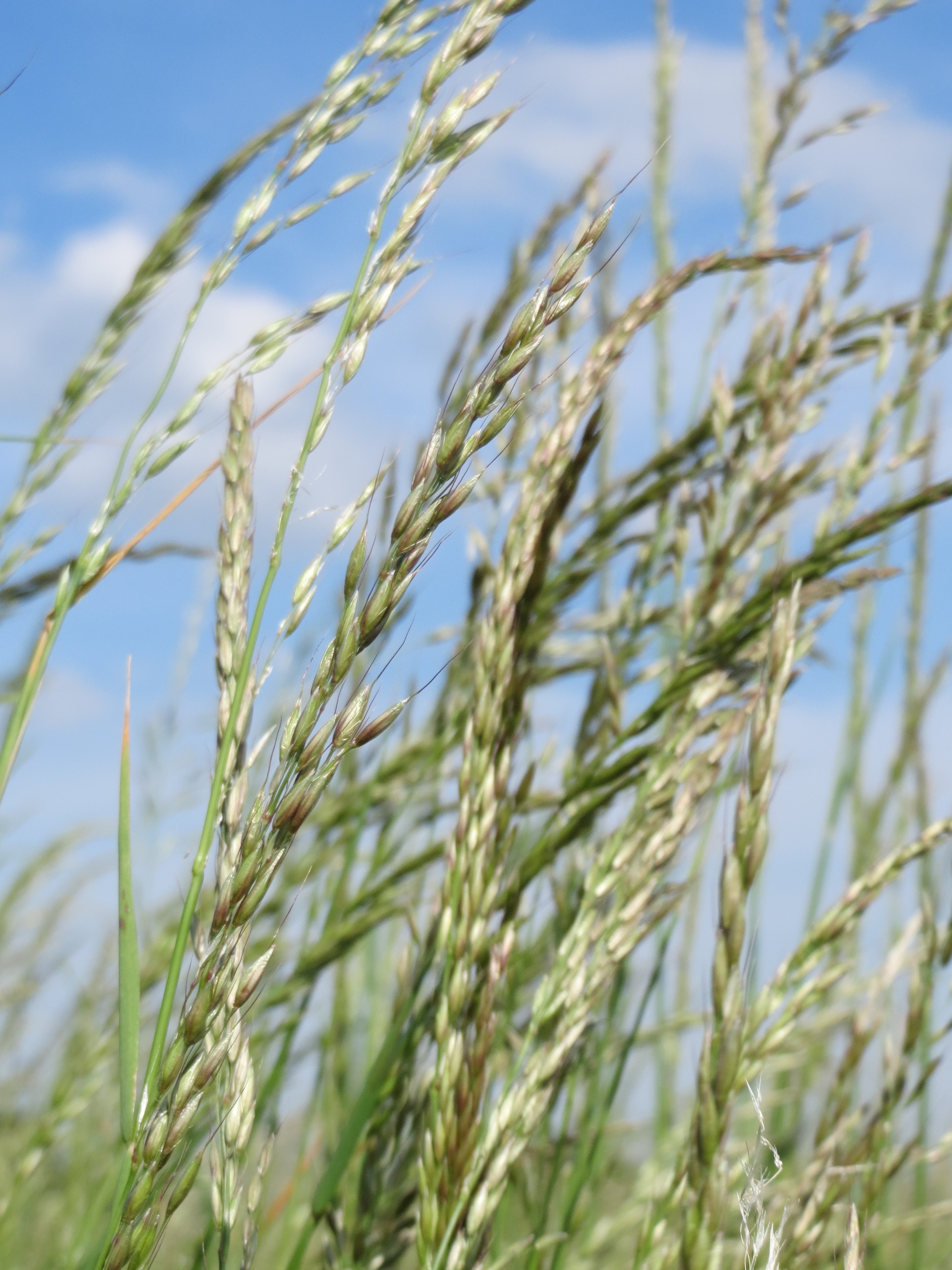
ovsík vyvýšený (Arrhenatherum elaticus)
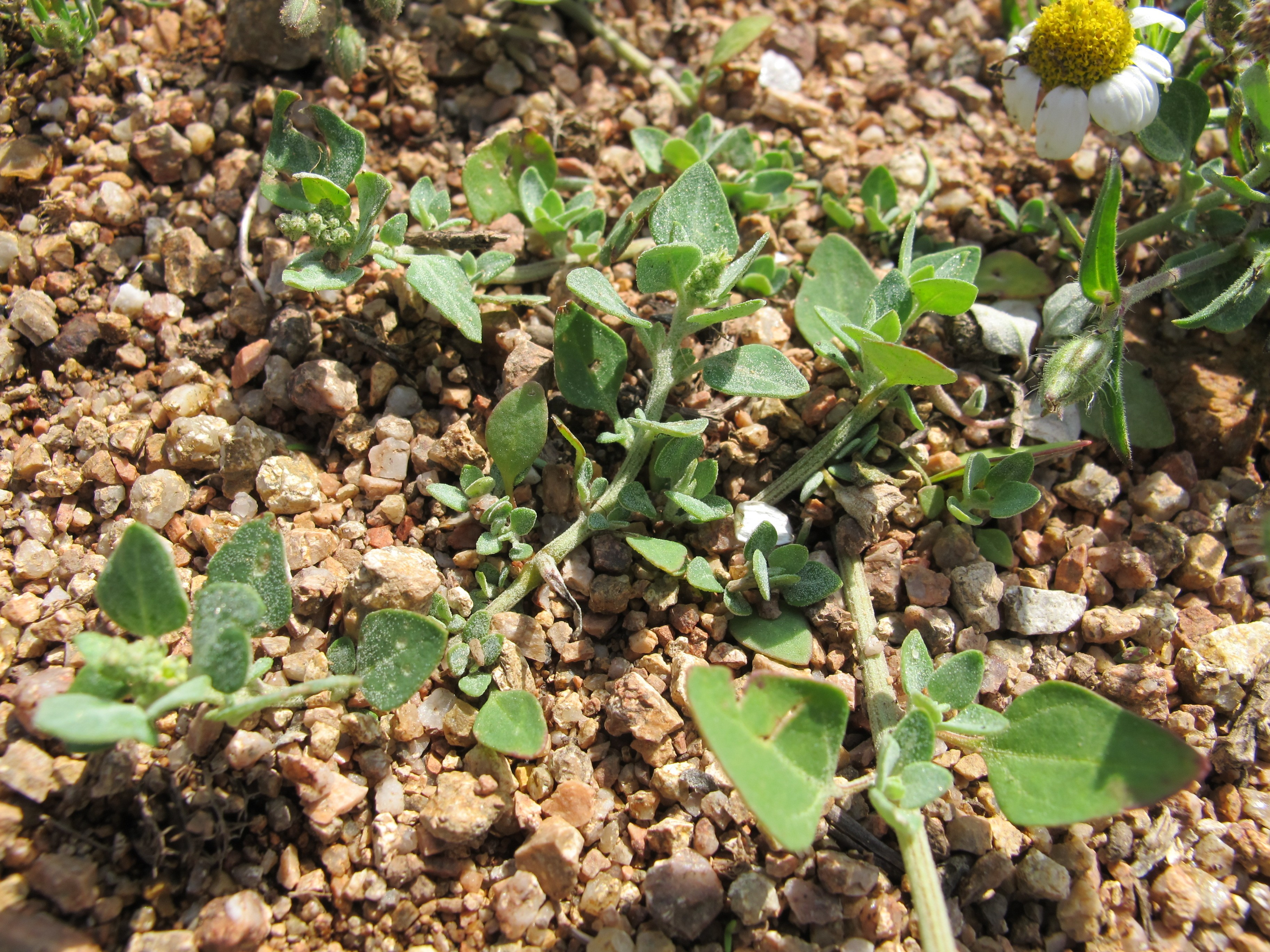
merlík smrdutý (Chenopodium vulvaria)

### Flora
Na bývalé šikmé lomové stěně roste suchomilná, žlutě kvetoucí tařice horská (Alysum montanum); tlusticovitý léčivý rozchodník bílý (Sedum album); fialově kvetoucí česnek horský (Allium senescens) a silně ohrožený, keřovitý devaterník šedý (Helianthenum canum).
Na dně lomu v místech, kde ustoupily plevele, je možno vidět z jara žlutě kvetoucí léčivý podběl lékařský (Tussilago farfara); později (od května do začátku července) pak plazivé keříčky mateřídoušky časné (Thymus praecox). Dokonce se zde kdysi vyskytovaly i exempláře jarní houby – smrže obecného (Morchella esculenta).

Flora (ilustrační fotografie)
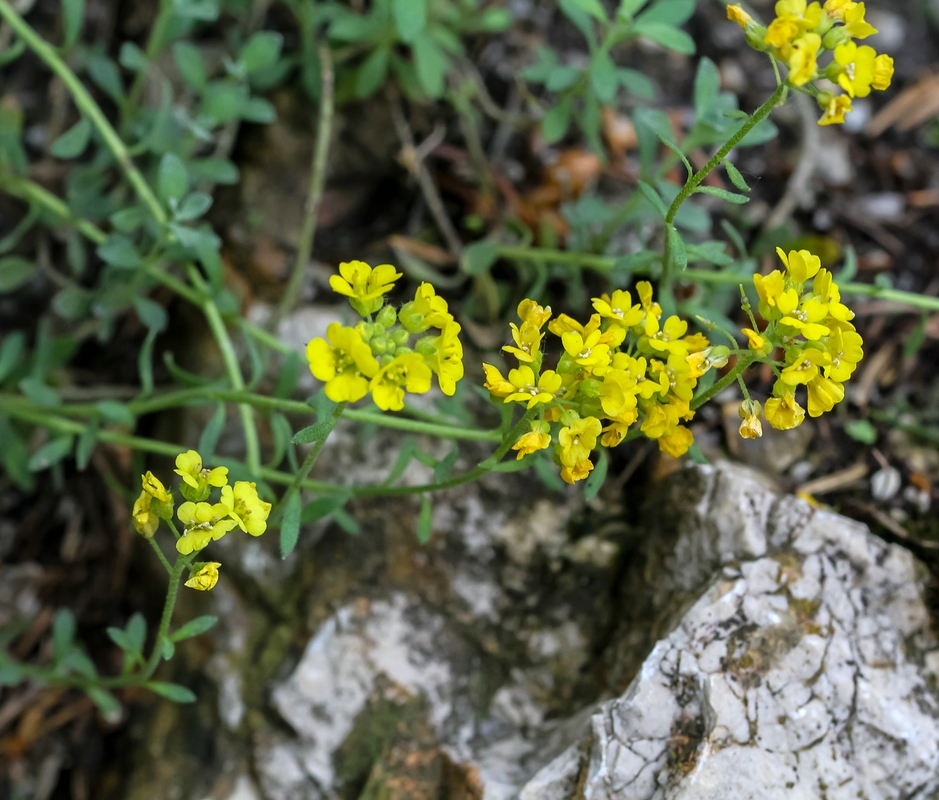
tařice horská (Alysum montanum)
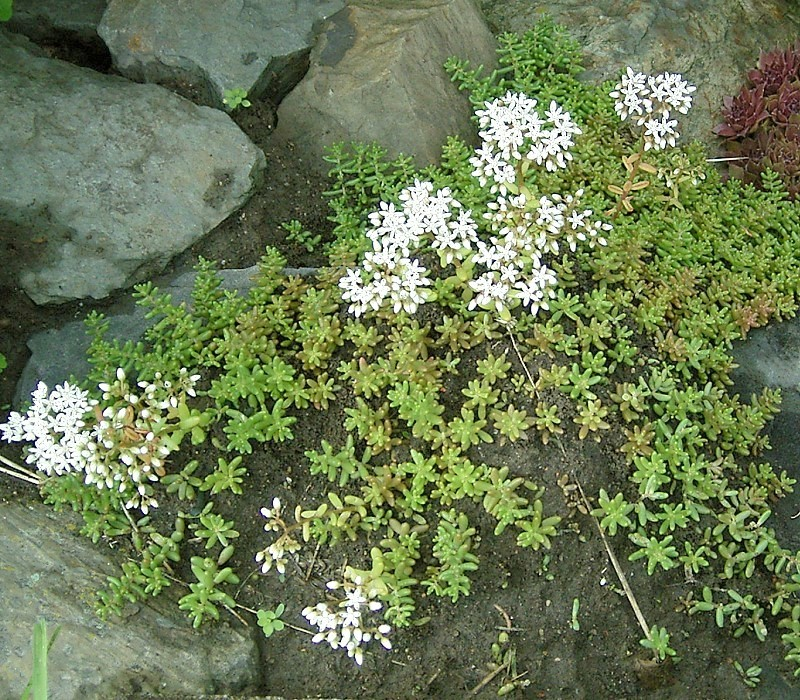
rozchodník bílý (Sedum album)
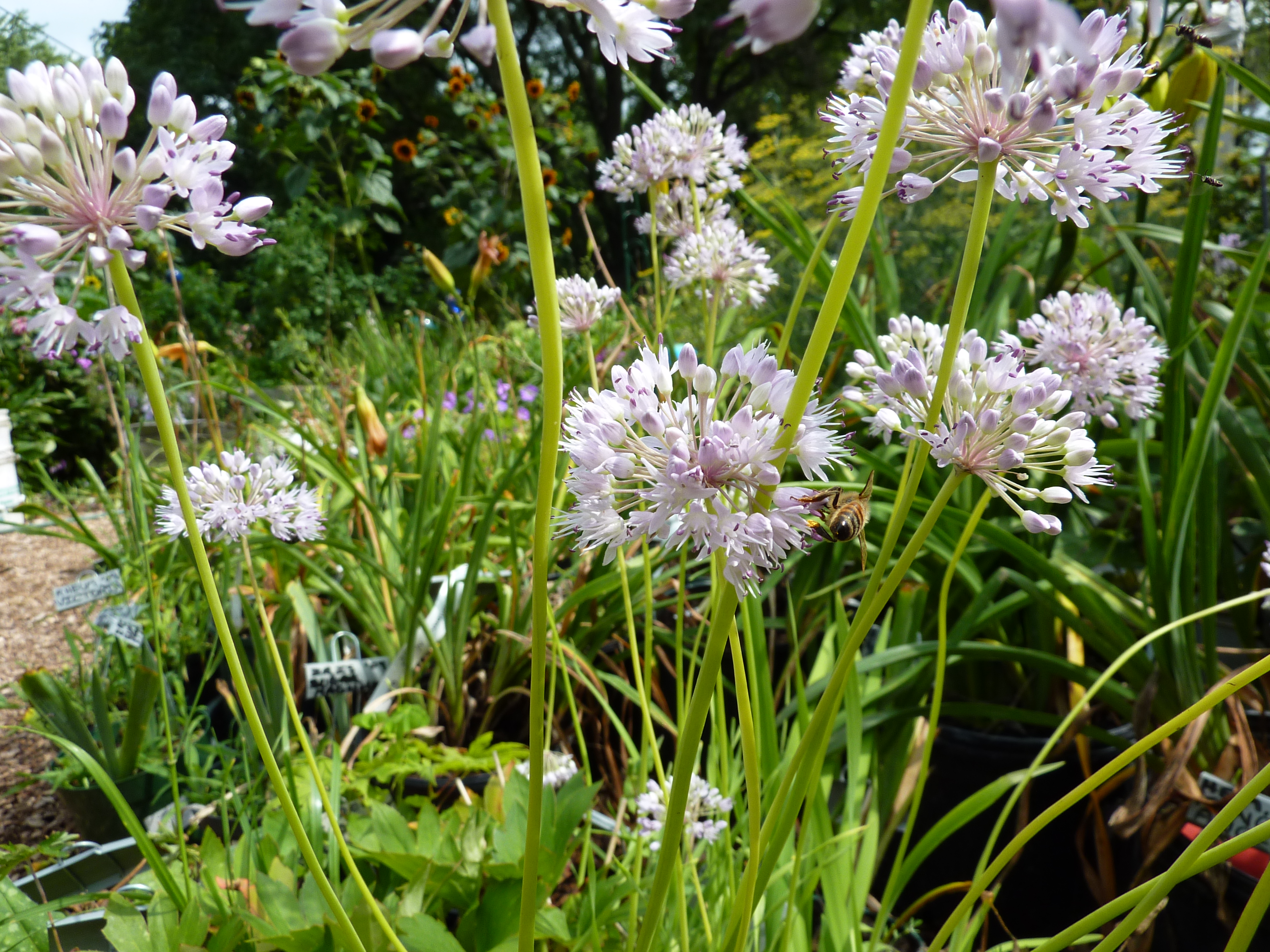
česnek horský (Allium senescens)
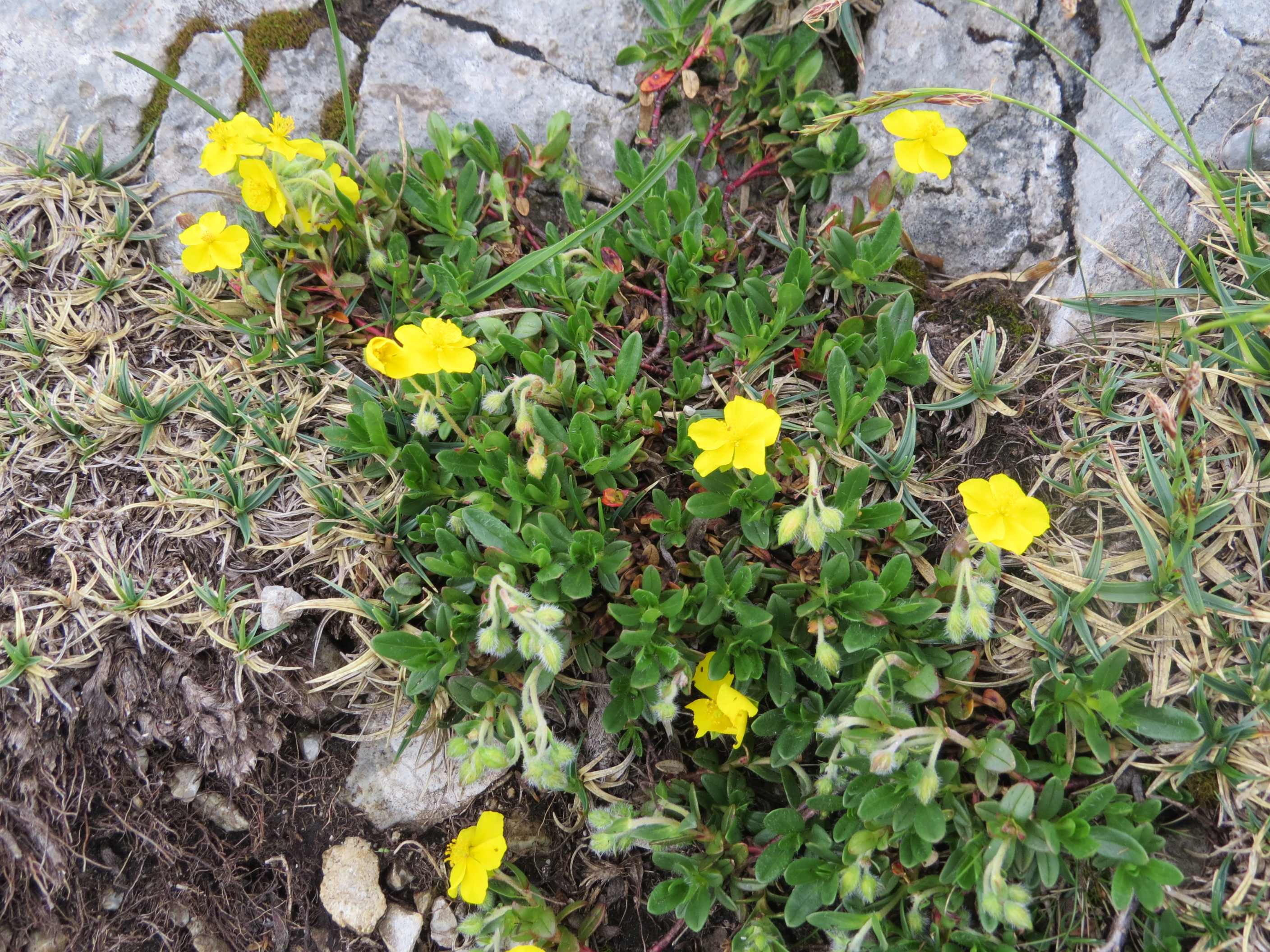
devaterník šedý (Helianthenum canum)
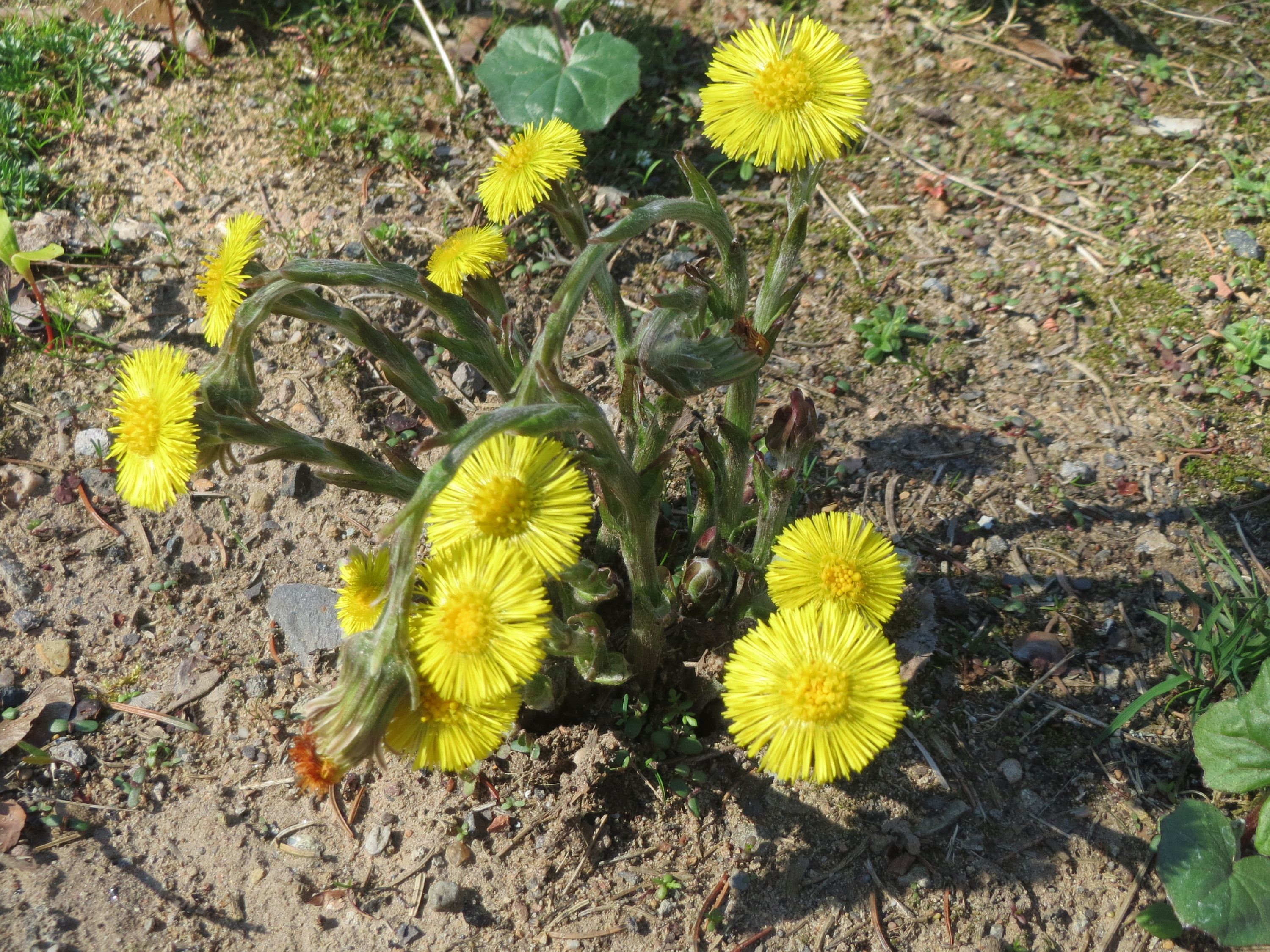
podběl lékařský (Tussilago farfara)
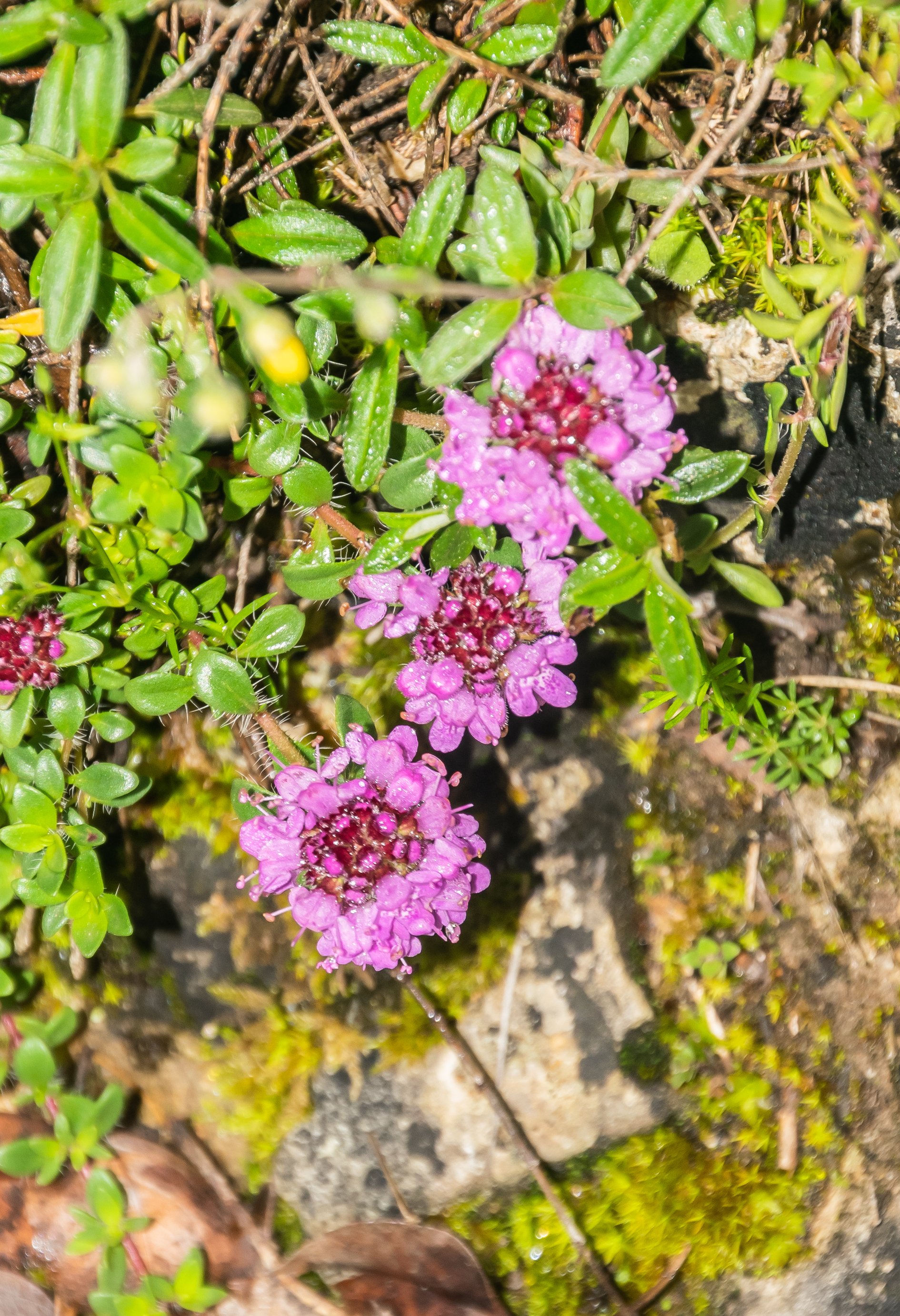
mateřídouška časná (Thymus praecox)
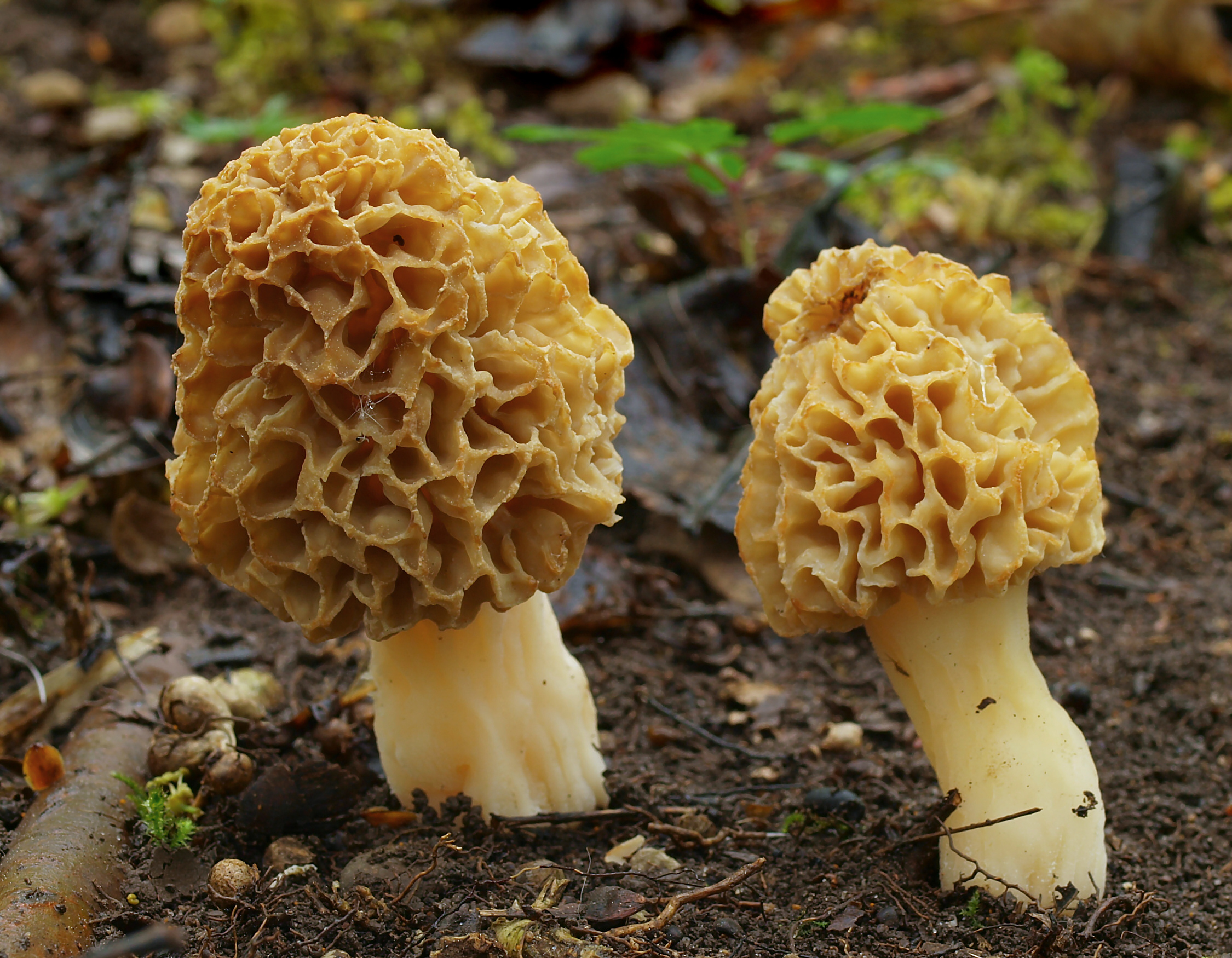
smrž obecný (Morchella esculenta)

### Fauna

#### Bezobratlí
Na hraně lomu lze v létě spatřit motýly (bělásek řepkový (Pieris rapae); otakárek ovocný (Iphiclides podaliriu)) a jejich housenky.
Na skalách lemujících Mušlovku jakož i na dně (počvě) lomu žijí mezi rostlinami a kamennou sutí pavouci, brouci, motýli, mouchy, vosy a také mravenci. Květy planých jabloní hostí dospělé jedince pestřenky hrušňové (Scaeva parastri), jejíž larvy žijí na nejrůznějších bylinách a konzumují mšice (jsou mšicožravé). Larvy pestřenky pruhované (Episyrphus balteatus) se také živí mšicemi na zdejších planých jabloních a švestkách. Další druhy pestřenek lze spatřit i na okolních miříkovitých rostlinách (např. na mrkvi obecné (Daucus carota)).
Šedohnědé mimikry sarančete modrokřídlého (Oedipoda caerulescens) splývá s šedohnědými odstíny barev zdejšího geologického podkladu. Vzácně lze v Mušlovce objevit i kobylku hnědou (Decticus verrucivorus) na rozdíl od kobylky zelené (Tetigonia viridissima), jež se zde vyskytuje mnohem častěji. Pod kameny se zde vyskytuje rovněž v noci a za šera lovící velký, kovově modrý střevlík vrásčitý (střevlík svraštělý) (Carabus intricatus), který je znám spíše z pražských zahrad a parků.

Bezobratlí (ilustrační fotografie)
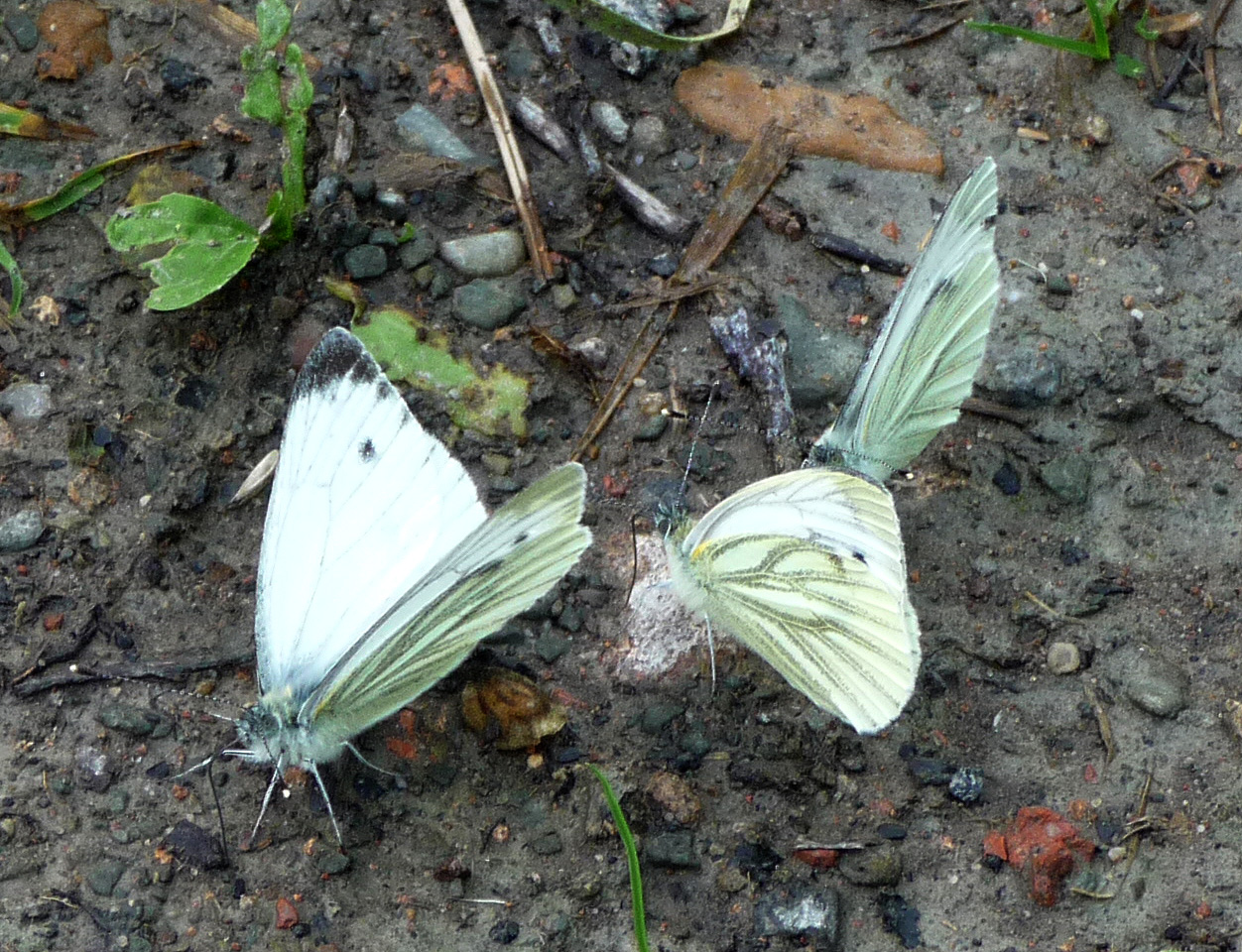
bělásek řepkový (Pieris rapae)
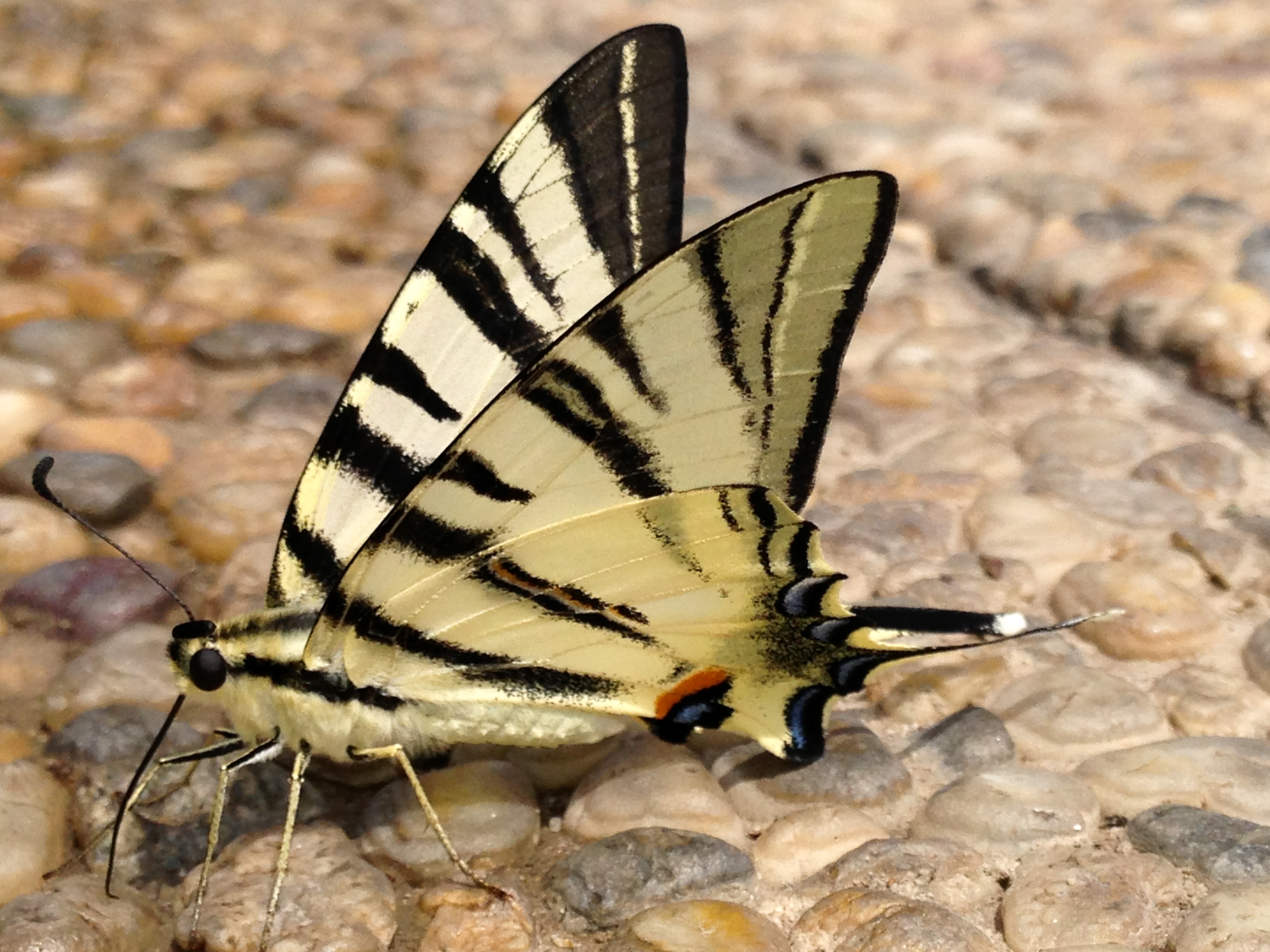
otakárek ovocný (Iphiclides podaliriu)
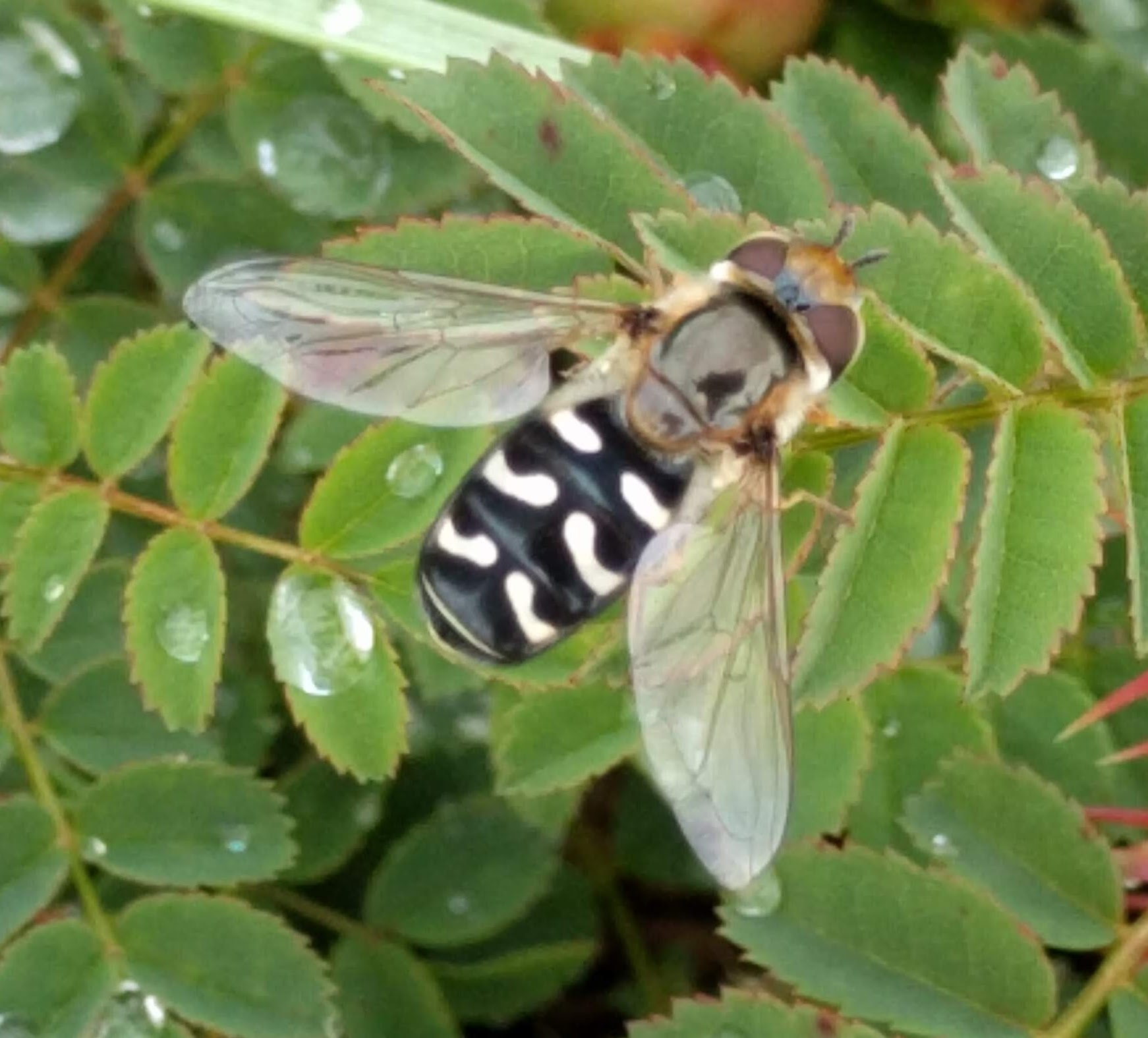
pestřenka hrušňová (Scaeva parastri)
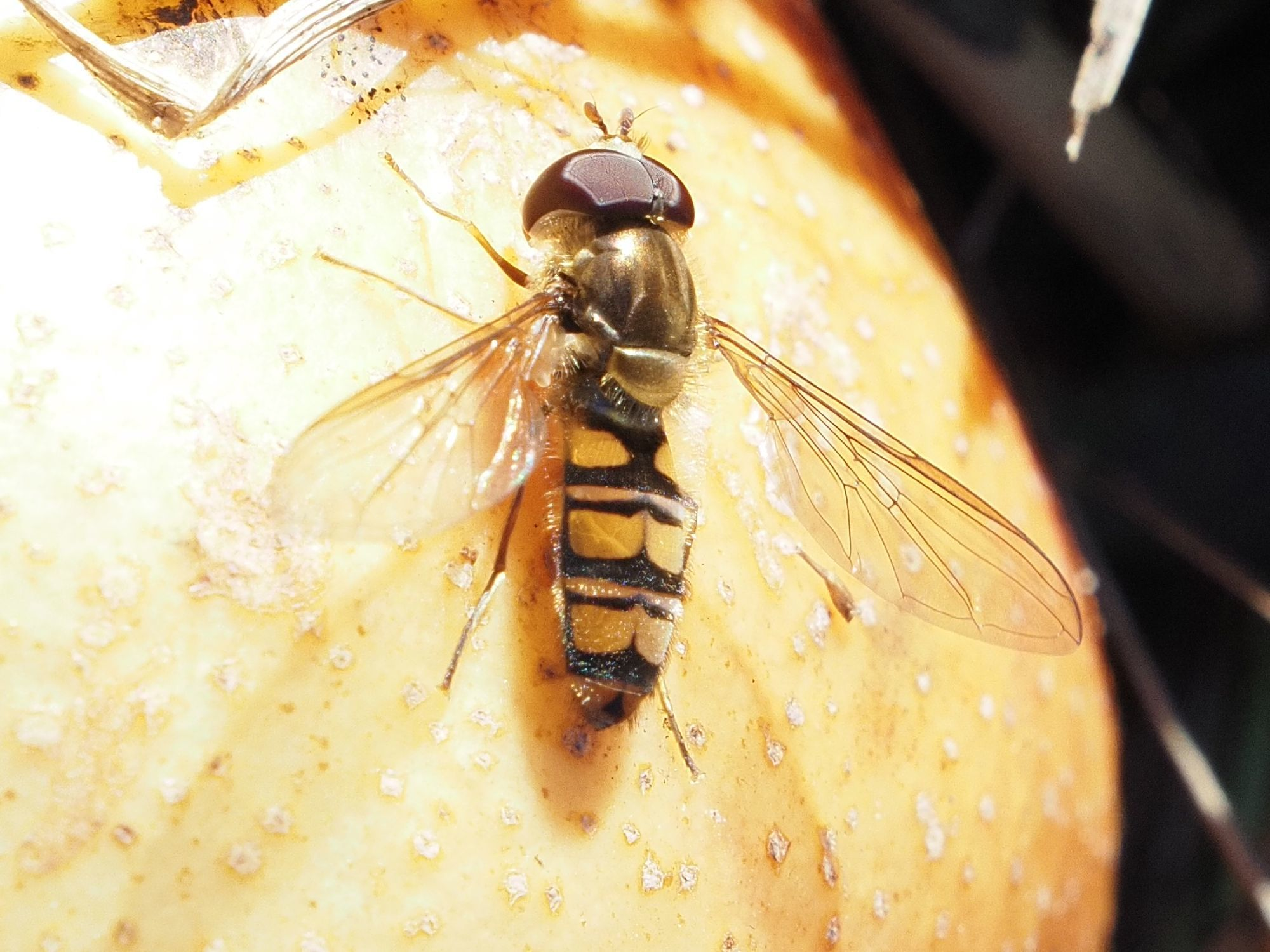
pestřenka pruhovaná (Episyrphus balteatus)
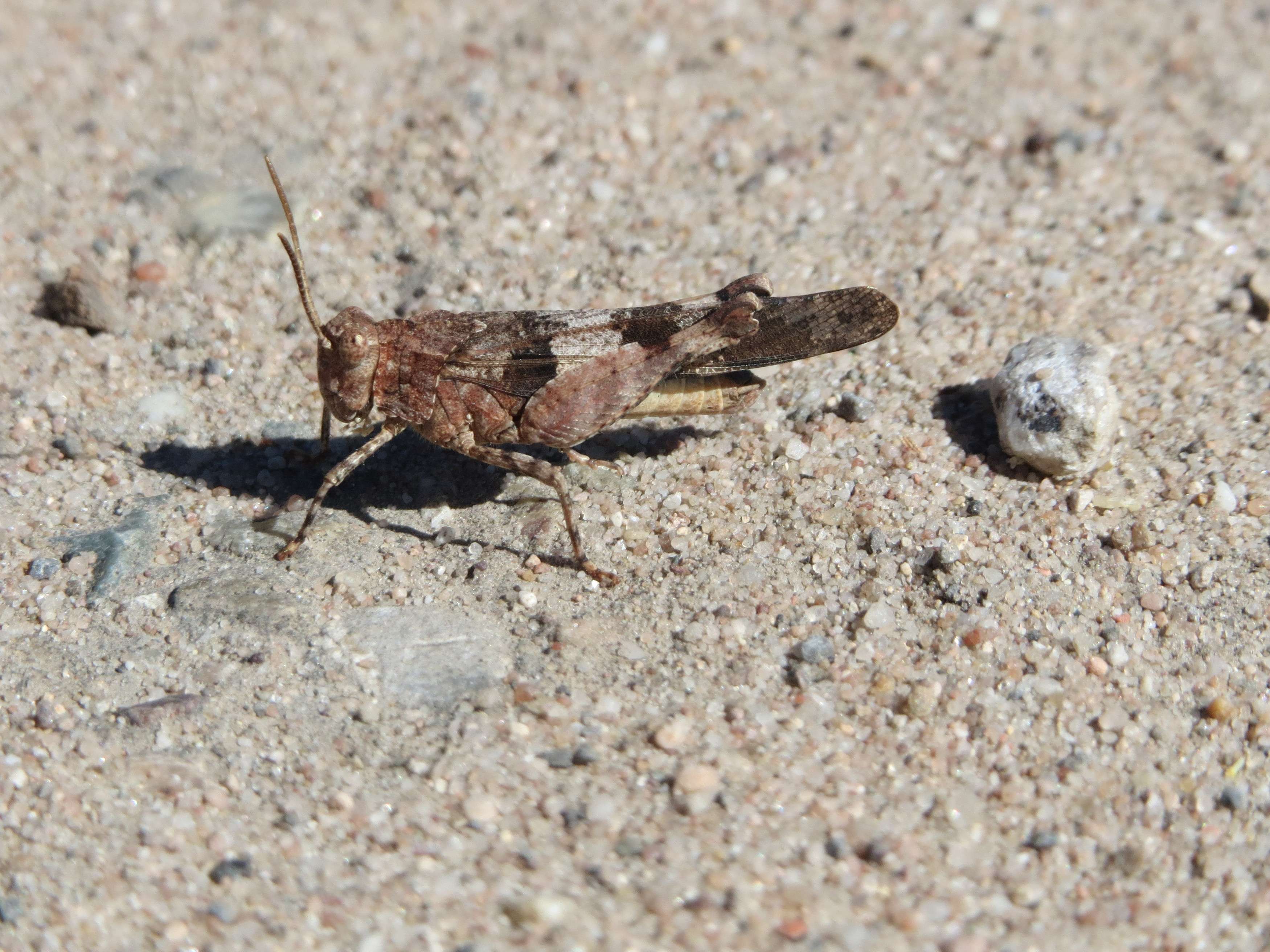
saranče modrokřídlá (Oedipoda caerulescens)
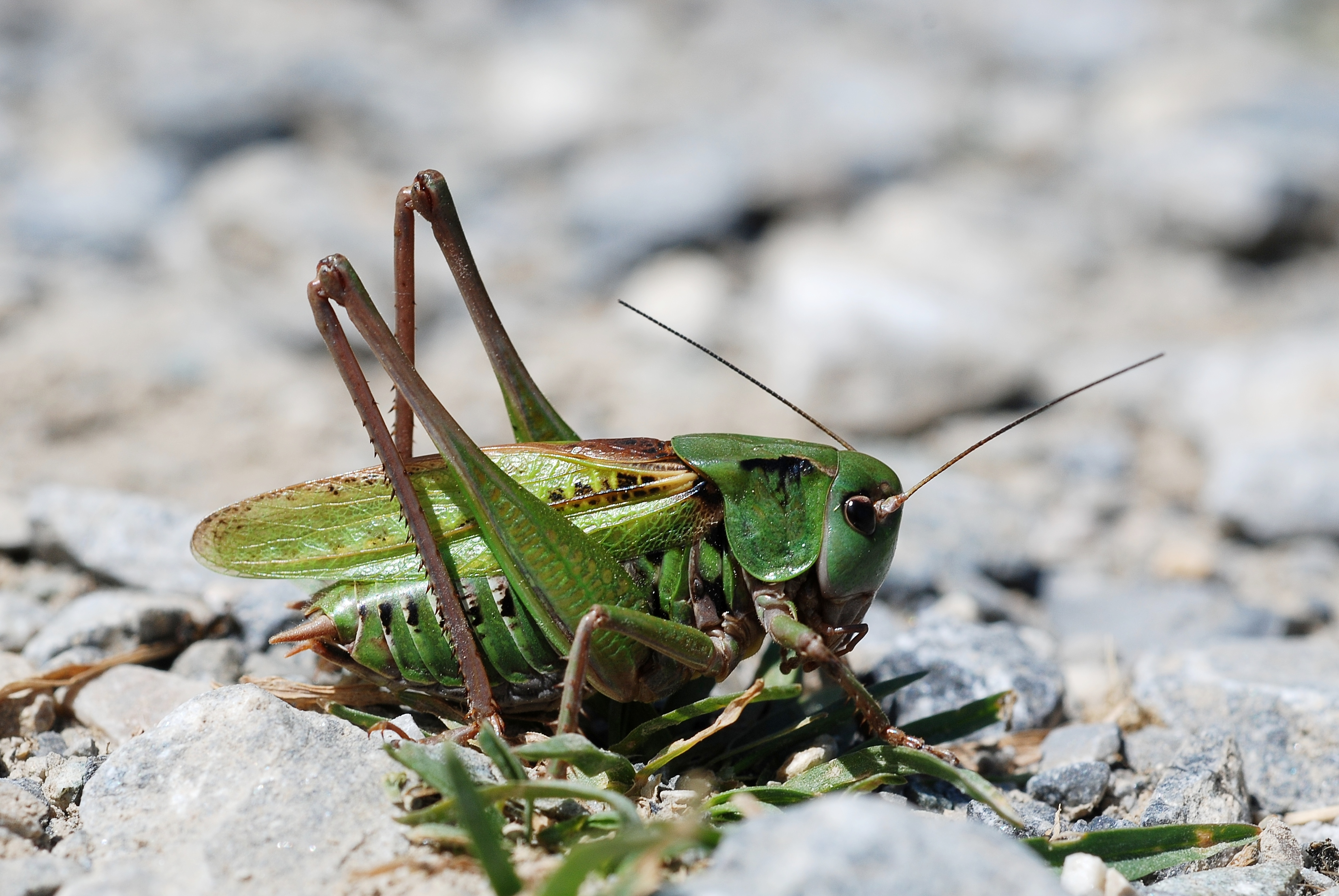
kobylka hnědá (Decticus verrucivorus)
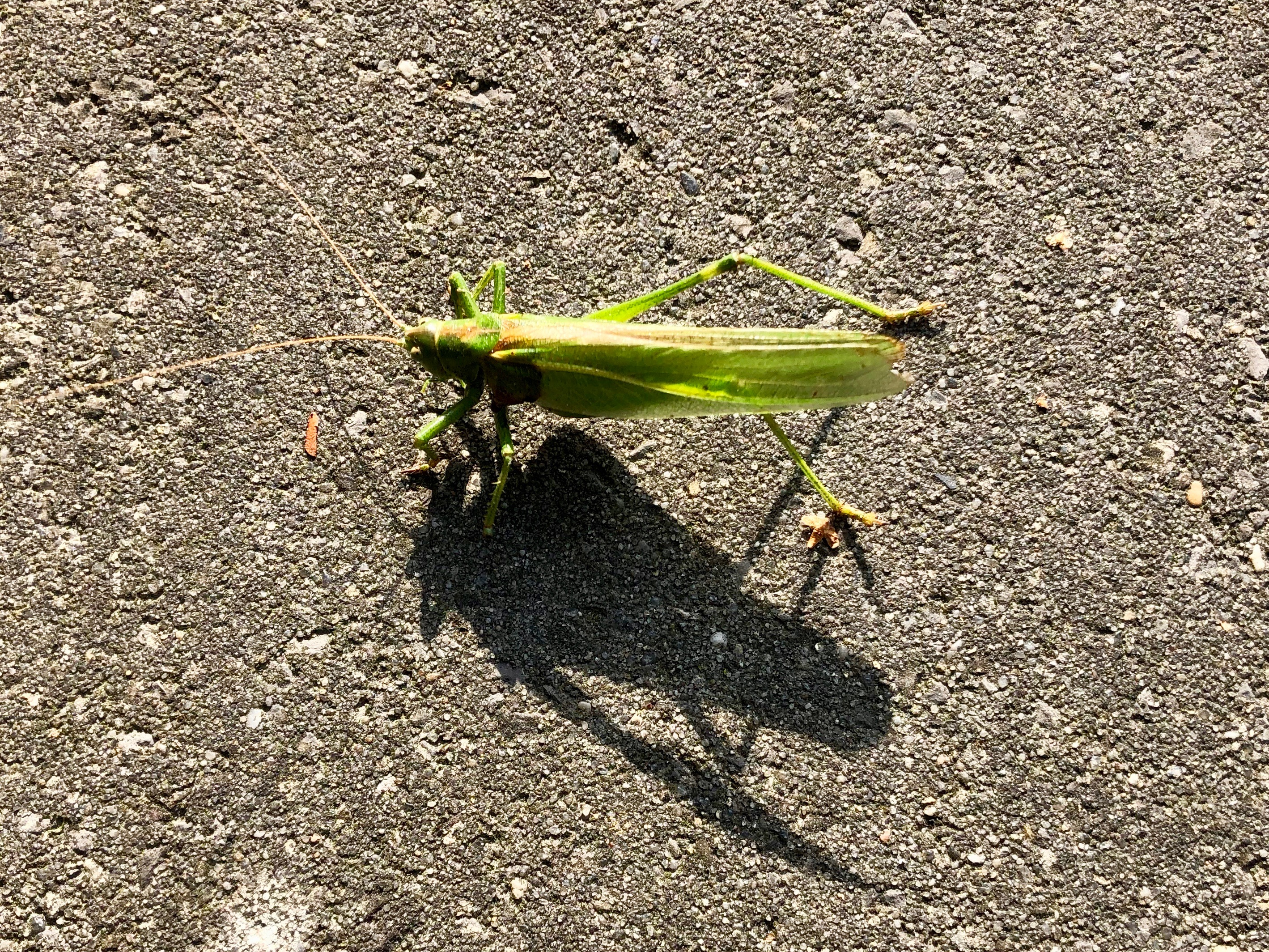
kobylka zelená (Tetigonia viridissima)
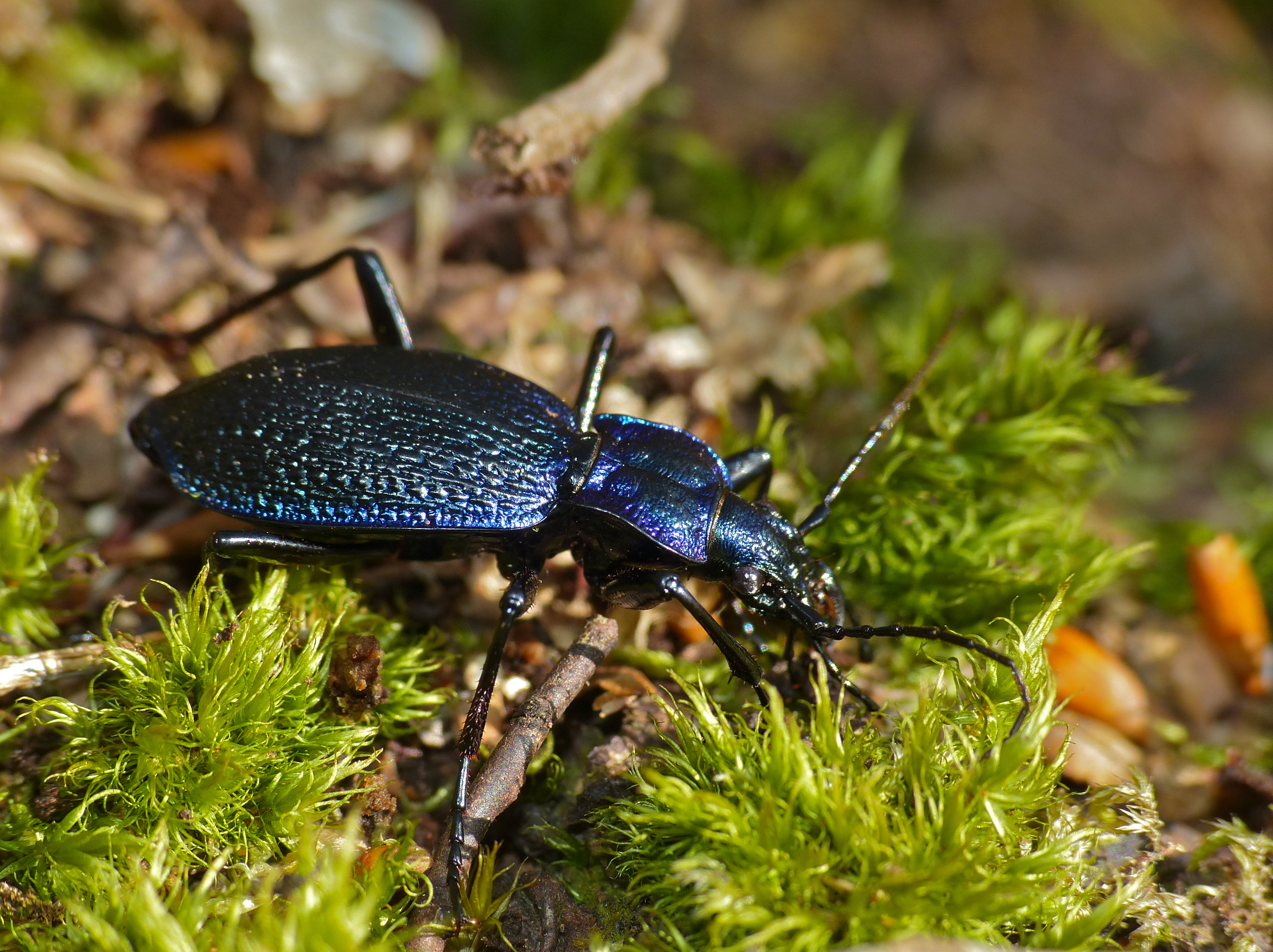
střevlík vrásčitý (střevlík svraštělý) (Carabus intricatus)

#### Obratlovci
Hojně se v Mušlovce vyskytuje myšice křovinná (Apodemus sylvaticus) a hraboš polní (Microtus arvalis). Z jara občas je v Mušlovce k vidění i sova pálená (Tyto alba), která kromě hrabošů loví i krtky, rejsky, drobné ptáky a hmyz. Před lety tu byl dokonce viděn i výr velký (Bubo bubo). Svůj lovecký revír zde má i štíhlá lasice kolčava (Mustela nivalis), jež kromě myší a hrabošů chytá i mladé potkany.

Obratlovci (ilustrační fotografie)
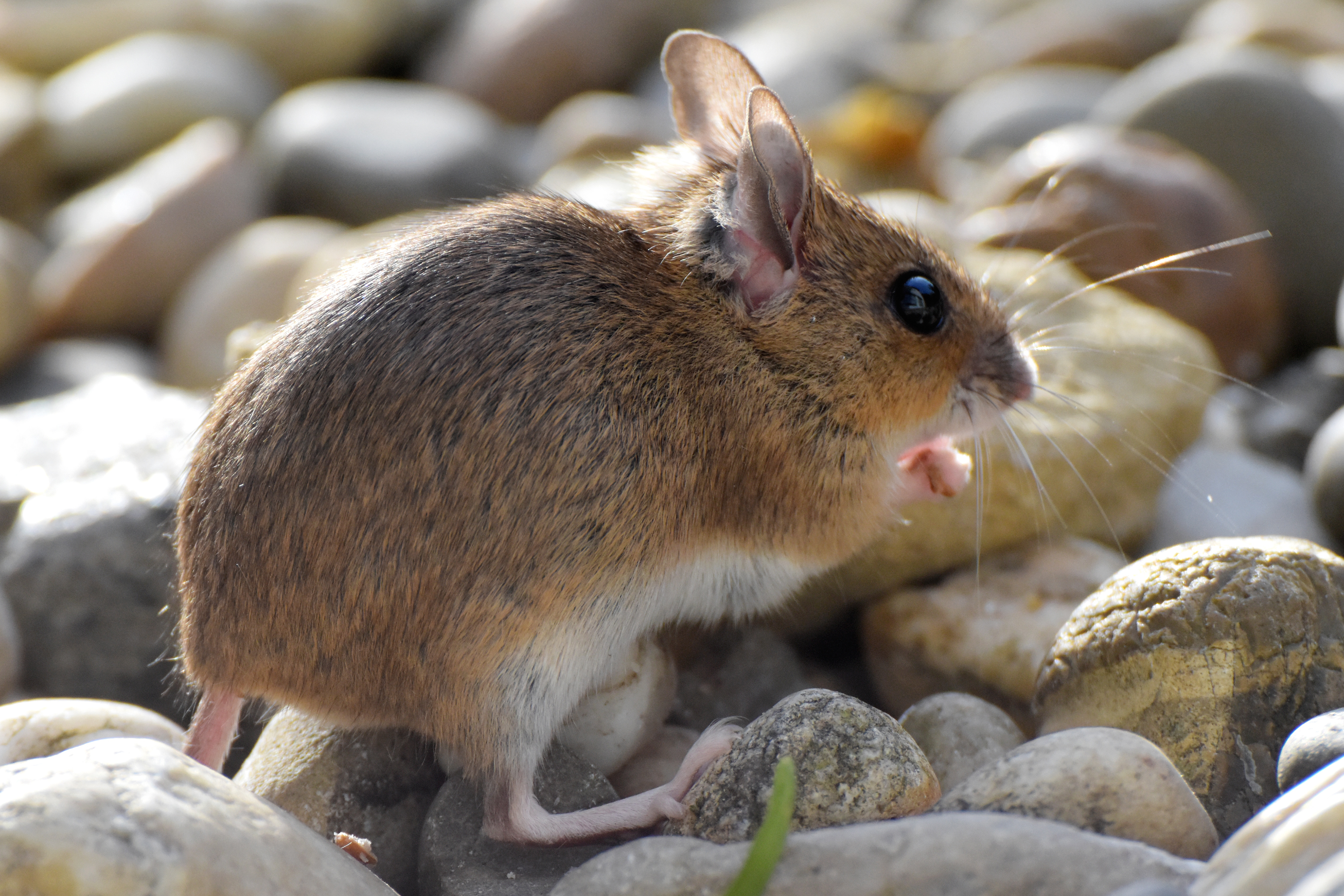
myšice křovinná (Apodemus sylvaticus)
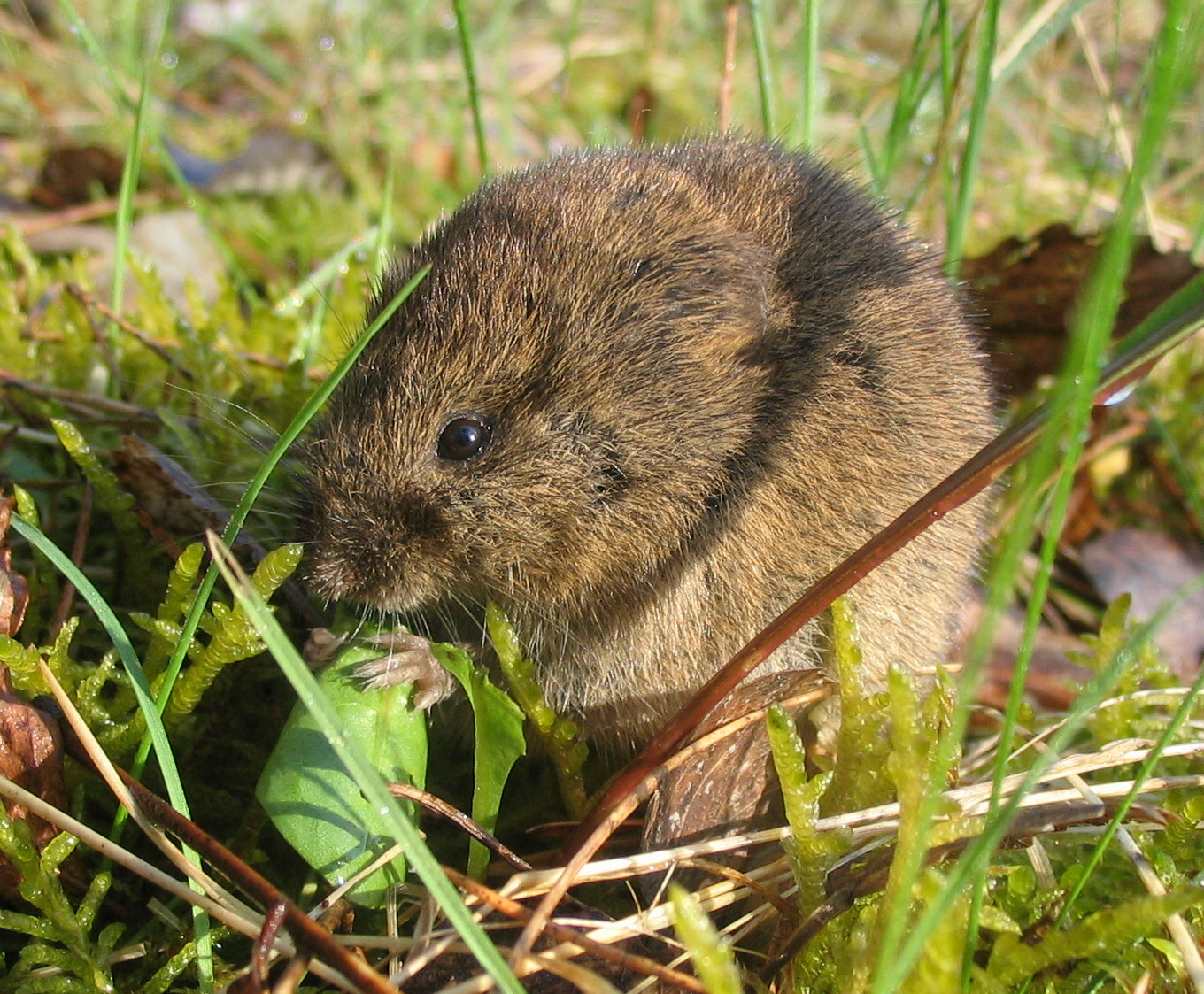
hraboš polní (Microtus arvalis)
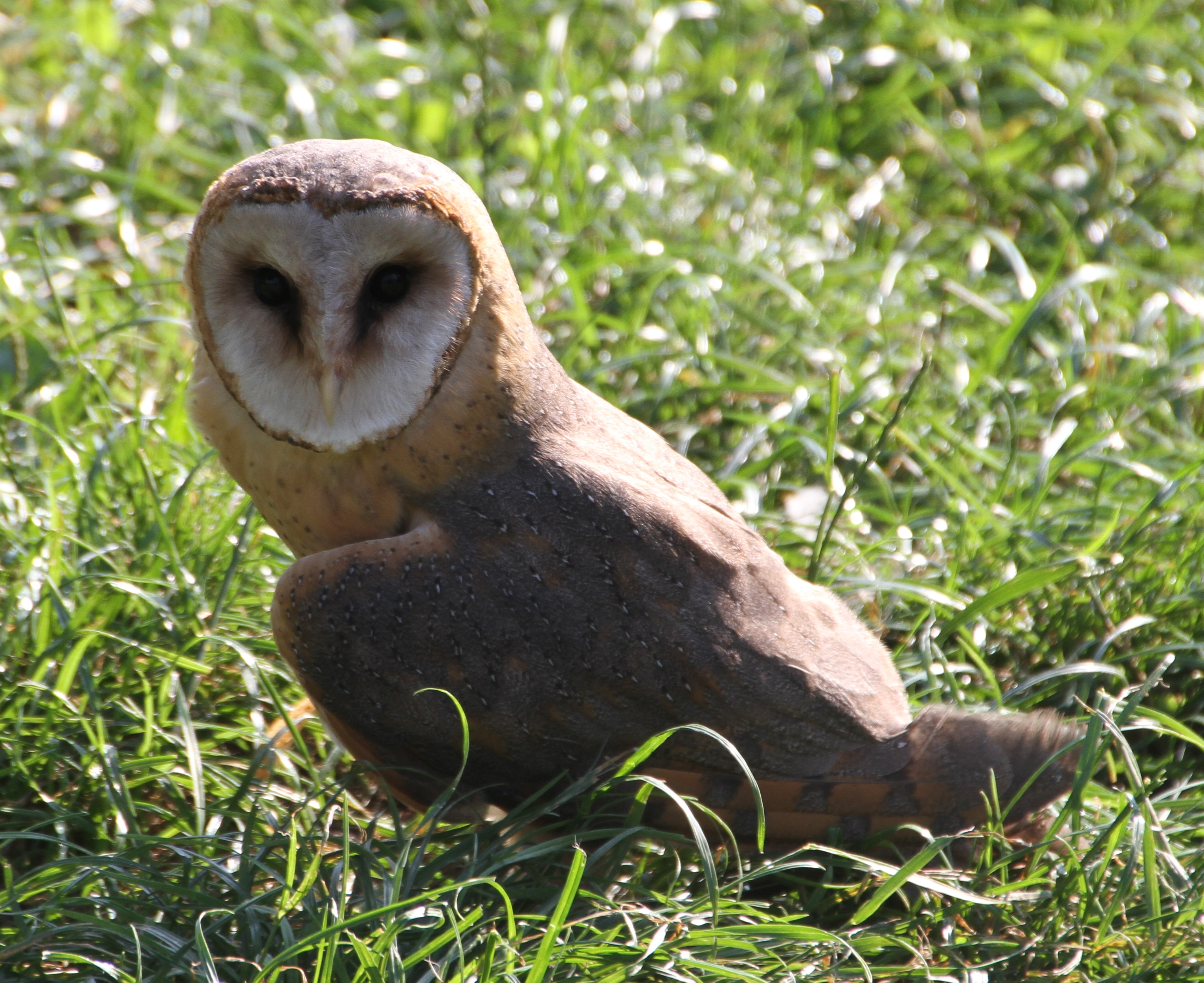
sova pálená (Tyto alba)
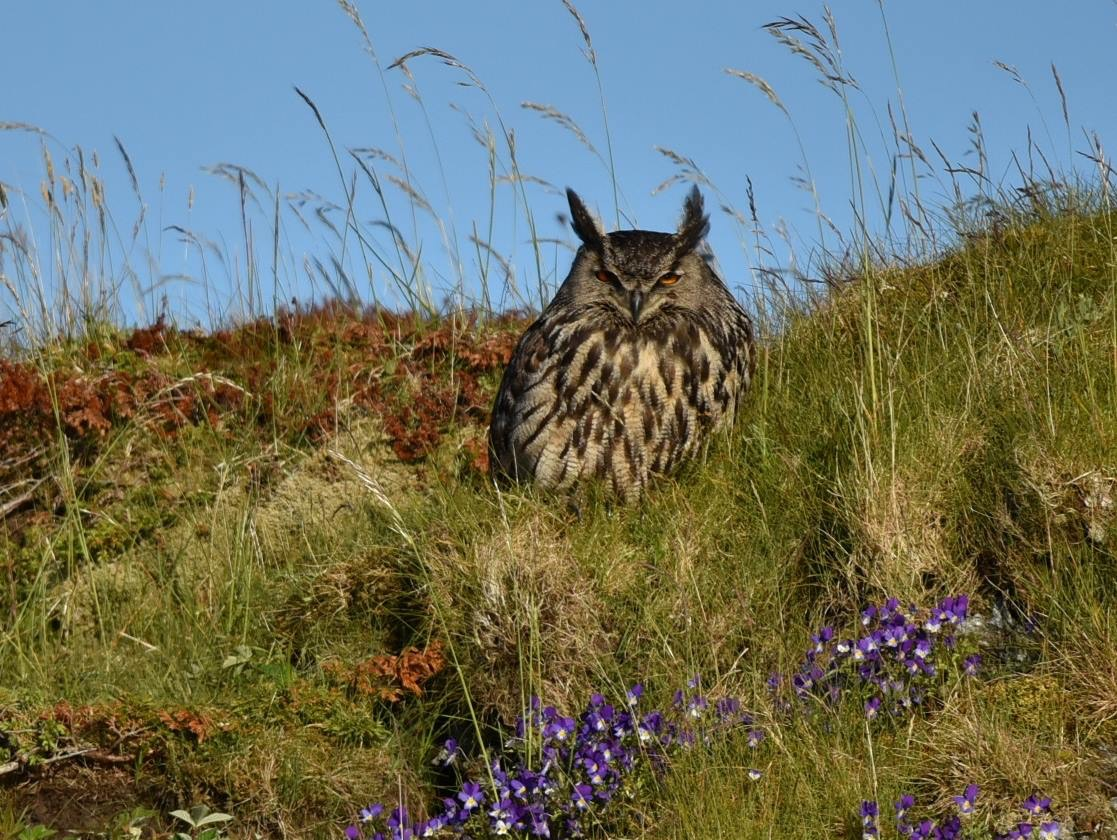
výr velký (Bubo bubo)
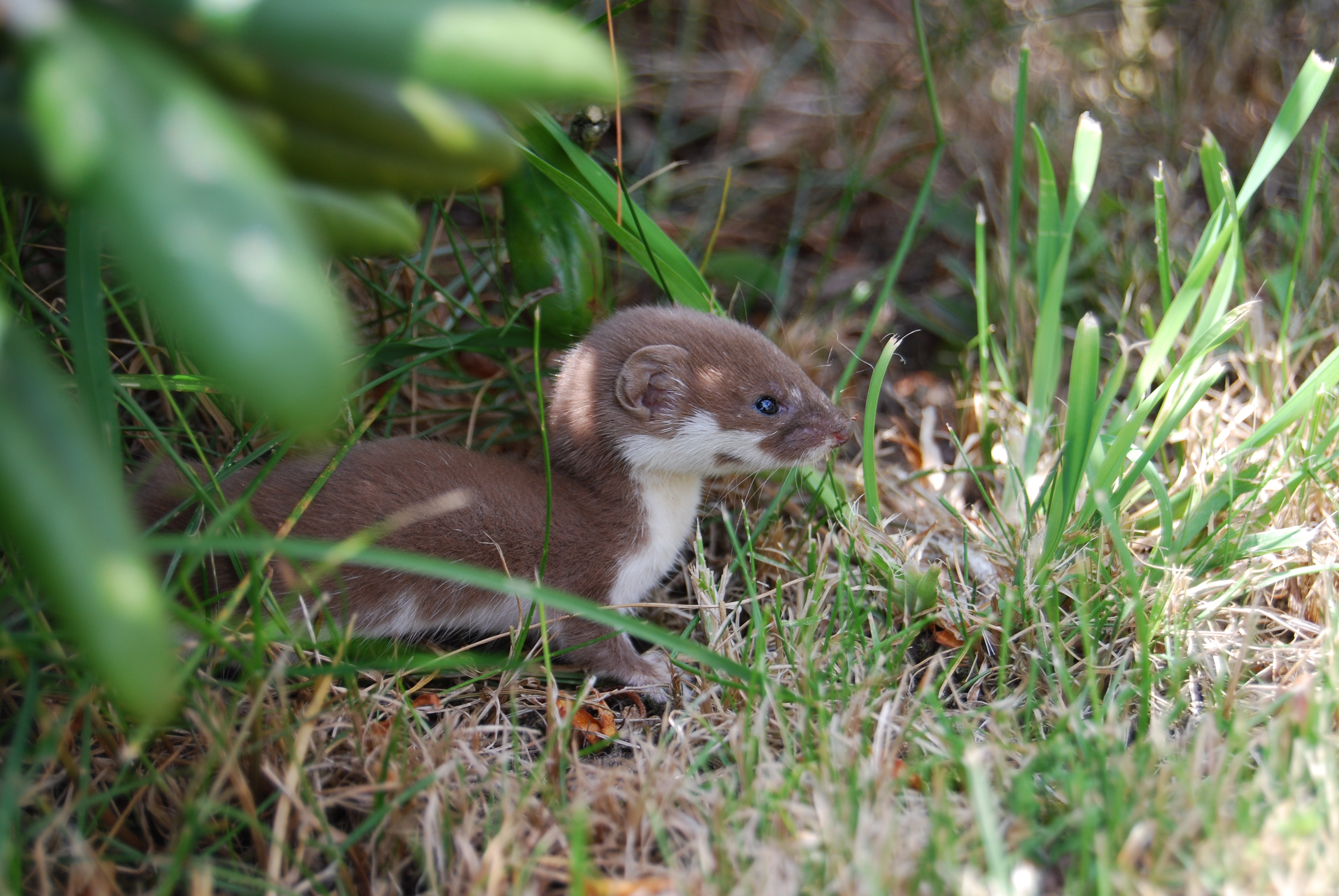
lasice kolčava (Mustela nivalis)